# A Grande Família (2001)
A Grande Família é uma série de televisão brasileira de comédia produzida e exibida pela TV Globo de 29 de março de 2001 a 11 de setembro de 2014, em 485 episódios divididos em 14 temporadas. A série é um reboot baseado no seriado homônimo transmitido de 1972 a 1975 escrita por Oduvaldo Vianna Filho e Armando Costa.
Exibida originalmente nas noites de quinta-feira, a sitcom gira em torno dos membros da fictícia família Silva, de classe-média, moradora de um subúrbio na Zona Norte do Rio de Janeiro, formada pelo casal Lineu e Nenê, os filhos Tuco e Bebel, o genro Agostinho Carrara e o sogro Seu Flor, além dos diversos agregados e amigos da família. Conta com as atuações de Marco Nanini, Marieta Severo, Rogério Cardoso, Lúcio Mauro Filho, Guta Stresser, Andréa Beltrão e Pedro Cardoso nos papéis principais e Marcos Oliveira, Tonico Pereira, Evandro Mesquita e Natália Lage nos papéis recorrentes.
A série tornou-se um grande sucesso, sendo indicada a diversos prêmios e consolidando-se como o programa humorístico mais assistido da televisão brasileira. Seu sucesso resultou no longa-metragem lançado em 2007 e assistido por cerca de 2 milhões de espectadores. Em 2008, o seriado recebeu indicação ao Emmy Internacional de melhor ator pela atuação de Pedro Cardoso como Agostinho Carrara. Com uma música-tema clássica que conquistou os lares dos brasileiros: "Esta família é muito unida, e também muito ouriçada, brigam por qualquer razão, mas acabam pedindo perdão[...]".

## Produção

### Concepção
Guel Arraes, diretor de núcleo da série, já projetava um remake da série exibida nos anos 70, após ter analisado os textos de Oduvaldo Vianna Filho. Sendo assim o projeto foi iniciado, após a aprovação da Rede Globo. Em novembro de 2000, uma equipe de roteiristas, formada por: Marcelo Gonçalves, Bernardo Guilherme, Adriana Falcão e Cláudio Paiva, que idealizaram a série no estilo de uma comédia de situação norte-americana, porém acharam que seria muito "frio" para o estilo de uma família brasileira de classe média.
Os roteiristas alteraram alguns fatores presentes na primeira versão. Retiraram o personagem Júnior, que tinha como característica seu interesse por política, algo que foi adicionado a Lineu, e atualizaram o modo de vida dos personagens, como Tuco. A família também passou a morar no Rio de Janeiro, e não em São Paulo, como na primeira versão.
"A Grande Família" foi inicialmente idealizado para ser apenas um especial em homenagem à primeira versão, com apenas 12 episódios que depois tornaram-se 17 episódios e foram aumentando ano após ano. Cada episódio custa 200.000 reais, mesma quantidade financeira de um capítulo de novela, sendo considerado um ótimo negócio para a emissora, pois cada 30 segundos do programa custava R$ 490.000,00, sendo o quarto programa mais caro da emissora (atrás apenas da Novela das nove, Jornal Nacional e Fantástico, respectivamente) e sendo o mais caro do horário de shows.

### Direção e roteiro
Mauro Mendonça Filho foi o diretor geral da série na primeira temporada, sendo substituído por Maurício Farias, que permaneceu no cargo até 2011, quando foi substituído por Luis Felipe Sá.
O roteirista Cláudio Paiva também saiu do projeto, contudo, a série conta com: Adriana Falcão, Bernardo Guilherme, BÍbi da Pieve, Cláudia Jouvin, Cláudio Torres Gonzaga, Marcelo Gonçalves, Mariana Mesquita, Maurício Rizzo, Mauro Wilson, Max Mallmann e Paulo Cursino. Pedro Cardoso, ator da série, escreveu alguns episódios da 12ª temporada.
Os closes, das câmeras, foram retirados para mostrar mais os atores e cenários; com "quatro paredes" as gravações tinham que ser feitas mais de uma vez por um outro ângulo. Ambas situações não eram tão comuns no meio televisivo. O roteiro, ao longo dos anos, misturou ficção com fatos ocorridos no dia a dia de muitos brasileiros e na mídia, como: política, violência, novela, entre outros temas, tudo sendo tratado com humor e inteligência. Após o primeiro ano, não existia mais texto do Vianinha, que chegou a ser misturado mais de um episódio em apenas um da versão mais nova para dar mais ritmo. Os novos redatores passaram a fazer textos próprios, fazendo críticas e reflexões do mundo atual. Textos tão bem amarrados que os atores evitavam cacos. Mesmo assim, Pedro Cardoso criava cacos o que irritava, no início, a redatora Adriana Falcão que, com tempo, passou a gostar e a achar que os improvisos melhoravam o texto, se rendendo assim ao talento do ator. A evolução dos personagens foi acompanhada ano após ano, com a família começando em uma casa simples e ascendendo conforme as mudanças ocorridas no país e na personalidade dos personagens. Essa ascensão veio a ser chamada, com o tempo, de "Classe C", e a série é considerada como um reflexo dessa grande parte da população brasileira graças ao seu texto, figurinos coloridos, cenários kitsch e clima de subúrbio. O elenco da série fez parte do processo criativo até o fim da série, em reuniões para debater sobre os episódios. Nas duas últimas temporadas, o drama entrou no roteiro para aprofundar os sentimentos dos personagens antes de chegar até o derradeiro final, misturando com o humor já característico.

### Elenco

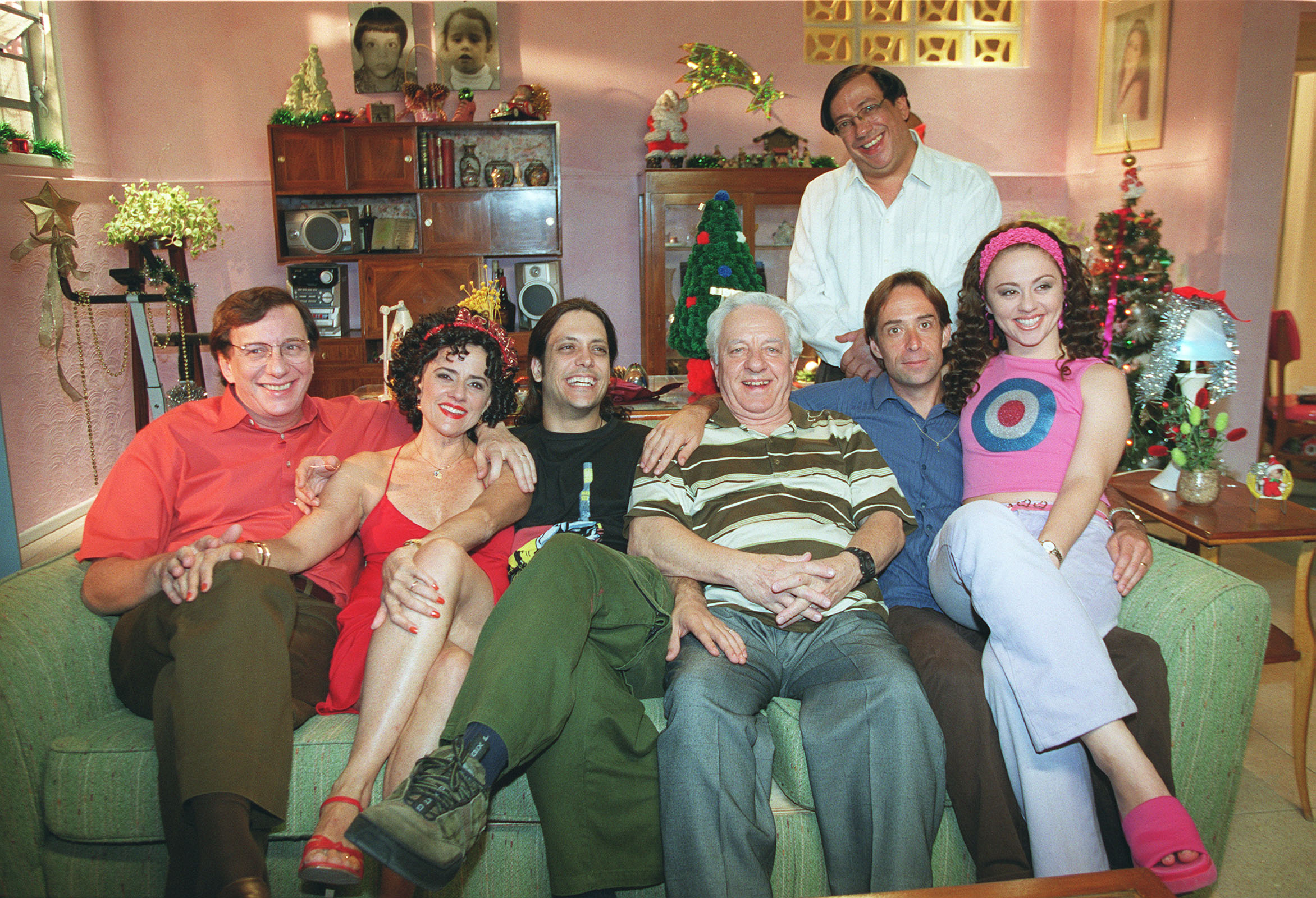
Elenco da série, com Marco Nanini (Lineu), Marieta Severo (Nenê), Lúcio Mauro Filho (Tuco), Rogério Cardoso (Floriano), Pedro Cardoso (Agostinho), Guta Stresser (Bebel) e Marcos Oliveira (Beiçola).

Uma das primeiras etapas do projeto foi a escolha do elenco. Marco Nanini foi convidado para interpretar Lineu, com um curto contrato, o qual ele ja vinha recebendo pelas demais participações. Ao final da primeira temporada, Nanini assinou com a emissora por mais 3 anos. Uma das preocupações do ator, no início da série, era dar credibilidade a um pai de família careta que tenta segurar as rédeas da casa, mas que surta em algumas situações. Segundo o ator, ele demorou para achar o tom certo do personagem, sem descaracterizar a proposta original do Vianinha. Na pré-produção, ainda em novembro de 2000, o nome de Marília Pêra estava cogitado para dar vida a mãe da família Silva: dona Nenê. Entretanto, um tempo depois, houve uma troca e quem foi convidada para ser a matriarca dos Silva foi a atriz Marieta Severo. A atriz trabalhava na novela Laços de Família quando recebeu um chamado do Guel Arraes, que é o diretor de núcleo do seriado. A atriz gosta tanto de trabalhar com ele que aceitou, e o fato de o texto ser do Vianinha também colaborou para a aceitação. Um dia após a última cena da novela, a atriz já estava pronta para a série e chegava a ficar uma hora e meia enrolando o cabelo para a personagem. Com essa série, os atores Marco Nanini e Marieta Severo estariam trabalhando juntos mais uma vez.
Pedro Cardoso foi convidado para ser um dos filhos de Lineu e Nenê, o que acabou não acontecendo quando mais tarde ele se tornou o Agostinho. Então, para o papel dos filhos, alguns testes foram feitos. André Marques tentou o papel de Tuco, mas não foi aprovado. Aconselhado por Mauro Mendonça Filho, Lúcio Mauro Filho seguiu o conselho. O ator acreditou que não tivesse muitas opções de atores para o Tuco, mas foi fazer o teste. Chegando lá encontrou sua amiga de longa data: Guta Stresser Os dois fizeram o teste e foram tão bem que no final acreditaram que ficariam com os papéis, o que acabou acontecendo. Rogério Cardoso foi convidado para fechar o elenco. Em 2003, Rogério faleceu. O elenco e a direção da emissora se reuniram para discutir a perda. A decisão foi unânime: o ator é insubstituível, e seu Flor sai de cena com ele. Participações foram feitas para uma possível entrada no elenco fixo,  o que acabou ocorrendo com a entrada de Andréa Beltrão como Marilda, que fez duas participações em 2002, integrou o elenco fixo em 2003 e entrou para o time de protagonistas em 2004, onde ficou até 2009, quando saiu da série. Na décima segunda temporada, com a passagem de tempo, o personagem Florianinho virou um pré-adolescente e testes foram feitos. Vinícius Moreno foi o escolhido para fazer o personagem.
Os atores coadjuvantes passaram a integrar a série após participações especiais. O elenco grava no Projac e em três dias da semana fazem um episódio. Segunda e terça gravam em estúdio e na quarta-feira gravam as externas na cidade cenográfica. Na 13ª temporada mais um dia foi incluído: quinta-feira. Sempre do meio-dia às 21h.

### Cenário
O produtor artístico da série, Guga Feijó, junto com o cenógrafo, Keller Veiga, procuravam uma casa no Rio de Janeiro que servisse de inspiração para a série. Foi assim que a equipe encontrou uma moradia em Realengo, Zona Oeste do Rio de Janeiro, que obtinha o que buscavam: "Criamos uma casa de verdade, usando o máximo possível de elementos reais. As instalações, o chuveiro, o interruptor, a tomada, tudo funciona. E, como a câmera é imprevisível, tudo é devassável. Por isso, temos que ter um compromisso maior com a realidade, com os acabamentos do cenário", explica Keller Veiga. Detalhes como pichações, cartazes, azulejos sujos e quebrados, fiação gasta, calçadas remendadas e cores desbotadas foram feitas pela cenografia para ficarem próximas a realidade. Em sua 1ª temporada, a série era gravada no teatro Fênix e em Jacarepaguá, em uma casa de 120 metros que possuía: três quartos, um banheiro, uma cozinha com copa integrada, uma varanda e uma garagem para abrigar a Belina 1972 de Lineu. A casa tinha também uma passagem para o quintal, que, assim como a varanda, fazia a transição do estúdio para a área externa, gravada no bairro da Freguesia, em Jacarepaguá, onde a equipe encontrou uma casa ideal, de 1960, para servir de amostra nos takes da frente da casa.
Na 2ª temporada a série passou a ser gravada no Projac, com uso de uma cidade cenográfica. No início havia apenas a casa da família Silva e a pastelaria. Depois, o local aumentou com a chegada do salão da Marilda, que posteriormente ganhou um segundo andar, e o clube Paivense. A inspiração para atualizações vem dos subúrbios do Rio de Janeiro, criando um ar romântico e saudosista na rua da série, não mais existente na vida real. Luciane Nicolino entrou no lugar de Veiga, como cenógrafa, e começou a fazer as mudanças na casa da família junto com Feijó. No início, já no Projac, a equipe procurava fazer uma casa semelhante à anterior para não ficar uma mudança muito brusca, visualmente, para os telespectadores. Com o sucesso, a casa foi saindo da realidade e ficando com um ar mais cafona para ajudar no humor da série. Os cenários são atemporais, possuindo objetos de várias décadas. Entretanto, durante todas as temporadas, a casa de todos os personagens tiveram inspiração entre os anos de 1970 e 1980, com leves modificações no decorrer das temporadas.
Mais uma mudança ocorreu na 10ª temporada, com a saída de Nicolino e a entrada de Fumi Hashimoto. No ano seguinte, Feijó saiu do projeto após anos (ele estava desde o início) e quem ficou no seu lugar foi Alda Gonçalves: "Ir no estúdio com o cenário montado, me causou um impacto muito grande porque é o mais realista com o qual gravei", declarou Alda, elogiando o trabalho de Feijó e equipe. Com a passagem de tempo na 12ª temporada, fizeram mudanças sutis como um cantinho de costura para Nenê e piscina na casa de Bebel e Agostinho, como também levou um ar urbano e colorido ao inserir digitalmente uma comunidade e um viaduto na cidade cenográfica.

### Figurino
Outro destaque da série está na escolha das roupas. Na 1ª temporada, as figurinistas da série eram Cristina Gross e Cláudia Kopke, já nas temporadas seguintes é Cao Albuquerque que ocupa o cargo. Cao busca as novidades dos personagens percorrendo camelôs, brechós e lojas de rua atrás de peças como: sapatos, bijuterias e roupas. Jamais procura em shopping, pois procura elementos que seriam acessíveis aos personagens. "-Fiz um subúrbio mais kitsch, sem necessariamente situar o figurino em algum tempo específico", explica Cao.
Inspiradas nas décadas de 50 e 60, as peças tem como objetivo reforçar a personalidade de cada um dos personagens. Para reforçar o perfil alegre da família, Cao faz pesquisas em revistas antigas e procura tecidos que complementem o clima colorido do cenário. Nenê, por exemplo, teve seu visual repaginado no decorrer da história. Mais recatada no início, com decotes dos anos 50, hoje ela já se arrisca a usar vestidos mais sensuais, mas que ainda mantêm o lado de mãe e dona-de-casa. Já o Mendonça, colega de repartição de Lineu, é um dos personagens que assumiu um estilo brega assumido. "Tentamos colocar nele algo que realmente dê aquele perfil de funcionário público", diz o figurinista. Segundo Cao, as roupas exageradas, listradas e estampadas de Agostinho são inspiradas nos anos 70; Marilda possui vestidos de padrões geométricos e brilho setentista do lurex; enquanto Bebel e Tuco usam roupas relacionadas aos jovens. Seu Flor herdou roupas de Lineu, o que fez com que a produção adaptasse as roupas pro tamanho do Rogério Cardoso, tingindo-as para dar um ar de gastas. Quem quase não muda de visual é Lineu pois Nanini acredita que seu personagem é daqueles homens que não mudam de sapato para não ter de comprar outro. Já no sentido inverso, quem mais mudou o visual foi Bebel, que já teve várias fases: funkeira, bonequinha japonesa, perua emergente extravagante e empreendedora.

### Abertura
A abertura é um dos grandes trunfos da série. Da primeira temporada até a última, ela apresenta o universo dos personagens, embaladas pela música de Tom e Dito: "A Grande Família", música que virou uma espécie de hino para as famílias brasileiras. No primeiro ano, um álbum de família se abre, mostrando momentos da família Silva, que vai do casamento de Lineu e Nenê, até os dias atuais. Do segundo ano até o quinto, a série continuou com um álbum de fotografias, mas em animação: bonecos animados com os rostos dos atores, mostravam passo a passo da formação da família, que começa desde Lineu protestando no Regime Militar e conhecendo Nenê, e termina com a família reunida para uma refeição. Após a morte de Rogério Cardoso, o seu Flor que aparecia deitando-se no sofá, saiu. Com a entrada de Andréa Beltrão, Marilda surgiu na abertura. Do sexto ao oitavo ano, mais uma mudança. Com fotos cedidas pelo departamento de arte do programa, os rostos dos atores foram inseridos nas fotos originais, para mostrar que os espectadores eram como aqueles personagens. A diferença dessa abertura é que os álbuns de fotografias vão mudando de acordo com o passar dos anos da família Silva.
De 2009 até 2011, uma nova abertura foi feita, com os personagens transformados em bonecos bidimensionais com cabeças gigantes e animados. O dia a dia de cada personagem é mostrado e, no final, todos estão reunidos no sofá vendo TV. Personagens esporádicos, porém fixos na série, como Gina e Mendonça, aparecem na abertura quando os atores estão presentes no episódio do dia. Em 2012 e 2013, a série mudou mais uma vez de abertura. A estética cartoon dos anos 1970 foram resgatados, porém foram atualizados: os personagens aparecem pela primeira vez em computação gráfica 3D e animados. Como em uma peça de teatro, cada personagem surge representando um período histórico que vai da pré-história até os dias atuais, mostrando que a essência da família se mantém mesmo com o passar do tempo. Em 2013 muda o intérprete da abertura, agora sendo a Ivete Sangalo. Uma sexta e última abertura foi criada para a temporada final. Foi recriada a abertura de 2002, porém desta vez, a evolução dos personagens que os telespectadores acompanharam no decorrer das 14 temporadas foram incluídas nela, como: o encontro de Agostinho e Bebel; o nascimento de Florianinho; o crescimento da frota de táxis e as fases do Tuco. Desta vez, a música da série foi interpretada por Zeca Pagodinho.

## Enredo
1ª temporada
Moradores da zona norte do Rio de Janeiro e pertencentes à classe média baixa, a família Silva tenta lutar para sobreviver com o pouco que tem. Bebel é a filha mais velha, mimada e com um estilo funkeira de ser. Tuco é o filho mais novo e preguiçoso da família Silva. Nenê é uma dona de casa dedicada a sua família e que aparece para apartar as confusões. Lineu é o patriarca da família, que tenta pôr o pão de cada dia em casa, com o salário que recebe de seu trabalho na repartição pública. Agostinho é o genro que vive as custas dos sogros, morando sob o mesmo teto. Ele trabalha em um motel para desgosto da esposa, Bebel. Seu Floriano é o pai da Nenê, e dorme no sofá da casa, pois não tem quarto para todos da família. O avô da família, ainda namora a Juva, uma vizinha que adora fazer croquetes e que apareceu com frequência. Beiçola é um advogado, viúvo e dono da pastelaria do bairro. O pasteleiro começa a apaixonar-se por dona Nenê já no primeiro episódio. Lineu tem Almeidinha como chefe da repartição. A mãe de Agostinho (Betty Faria) aparece pela primeira vez na série, e todos descobrem que ele havia mentido sobre a morte dela, por vergonha dela ter sido chacrete quando ele era criança. Nenê descobre ter uma irmã bastarda, por parte de pai, chamada: Marina. Ela teve um caso com Tuco, sem saber que ele era seu sobrinho bastardo. Nessa primeira temporada, as histórias são mais centralizadas na família Silva.
2ª temporada
Seu Flor, termina com Juva e passa a namorar dona Genoveva (Ana Rosa). No final da temporada anterior, Mendonça começa a trabalhar na repartição como chefe, no lugar de Almeidinha. Mulherengo, Mendonça não larga do pé de Lineu e demonstra seu amor pelo amigo de trabalho quando o chama de "Lineuzinho", deixando Lineu envergonhado. Marilda (Andréa Beltrão), uma fumante, alta, bonita e dona do salão de cabeleireiro da rua surge como melhor amiga de Nenê e interesse amoroso de Mendonça. Nessa temporada há a presença constante de Remela (Diogo Vilela), um amigo da juventude de Agostinho, que virou bandido. Beiçola continua insistindo em um possível romance com Nenê, que sempre é negado pela matriarca da família. O pai de Agostinho (Francisco Cuoco) aparece no natal, surpreendendo a todos, inclusive o filho.
3ª temporada
Nessa temporada, os coadjuvantes começaram a ter histórias próprias. Marilda, que apareceu na temporada anterior, é amiga de juventude de Nenê. Fumante, desleixada e de seios avantajados pelas próteses de silicone dadas pelo "Falecido", antigo namorado dela, Marilda não consegue arrumar um marido, por ela ter "dedo-podre", sendo a solteirona do bairro. Marilda descobre que o "Falecido" é na verdade o Mendonça, que mentia ser casado para não ficar com ela, mas que já era viúvo. Os dois noivaram, mas separaram logo em seguida. Seu Floriano continua firme com Genoveva, contudo o personagem morre junto com seu intérprete, Rogério Cardoso. No lugar de Seu Flor, aparece o Tio Juvenal, o seu irmão. Por ser um velho ranzinza e mal educado, a família o apelida de "tio mala".
O irmão inconveniente de Lineu, Frank (Pedro Paulo Rangel), aparece na casa dos Silva, o que irrita bastante o patriarca da família, que não gosta dele desde a infância. Tuco começa a namorar com Viviane (Leandra Leal), uma jovem hippie e grudenta, que com apenas um mês de namoro já engravida, o que irrita Lineu e Nenê. O ex-noivo de Bebel, Maurício (Fábio Assunção), reaparece na vida dela, criando um conflito entre ela e o marido, Agostinho. Com ciúmes excessivos, Agostinho deixa Bebel confusa quanto ao seu casamento. No final, ela prefere ficar com seu atual marido, Agostinho. No final da temporada, Vivi dá à luz a Nelson, o Nelsinho, no meio da ceia de natal, o que agita toda a família. O episódio 19 desta temporada é o último que conta com a presença de Rogério Cardoso (Seu Flor), que morreu antes mesmo de completar o episódio.
4ª temporada
Bebel e Agostinho mudam para a casa ao lado, e passam a pagar aluguel ao dono: o Beiçola. Marilda reencontra Mendonça, seu antigo noivo que só lhe deu dor de cabeça. Mesmo assim os dois começam a namorar.
Tio Juvenal, o tio mala, passa a morar com a família Silva nessa temporada, portanto, se torna certamente mais frequente na série. Ao contrário de Seu Flor que dormia na sala, ele consegue um quarto só pra ele: o antigo quarto de Bebel e Agostinho. Marilda e Nenê descobrem que Beiçola tem surtos e que nesses momentos ele passa a se vestir como a mãe, Dona Etelvina, com direito a maquiagem e peruca, além de reproduzir seu tom de voz e seu sotaque lusitano. Sem saber que Dona Etelvina é falecida(e que ela é apenas um alter-ego de seu filho Beiçola), Tio Juvenal se apaixona por ela e acredita ser correspondido, muito embora enfrente os ciúmes do enteado em potencial. O último episódio da temporada é o último que conta com a presença de Juvenal, que simplesmente deixa de aparecer na série com a morte de seu intérprete Francisco Milani, dando a entender que voltou a morar em Governador Valadares.
Após brigar com Vivi e ela ir para a casa dos pais em São Paulo, Tuco começa a ter um caso com Marilda, que brigou com Mendonça. Essa situação não agrada a Nenê, que acha a amiga muito velha para o seu filho.
5ª temporada
Marilda descobre estar grávida de Mendonça. Por conta disso ela resolve casar com ele, mesmo com Tuco (apaixonado por ela) e sua amiga Nenê sendo contra. Após perder o bebê, ela também separa do Mendonça, que começa a se envolver com Maria Padilha, uma nova funcionária da repartição certamente mais jovem que ele e bastante atraente. Tuco se inscreve para o Big Brother Brasil, onde logo conquista a antipatia dos demais participantes e é perseguido pelo líder da casa, sendo indicado para sair, com isso, ele finge ser gay na intenção de comover o público, mas bota tudo a perder quando acaba assediando sua melhor amiga na casa e desmentindo a farsa, conseguindo ser o primeiro eliminado do programa. Ele passa a usar a fama de "ex-BBB" desde então. Dona Nenê perde a memória ao bater a cabeça em um poste e Beiçola aproveita a situação para dar em cima dela. Com isso, Lineu tenta, e consegue, reconquistá-la e ela recupera a memória.
Mesmo sem gostar de Vivi, que estava em São Paulo na casa dos pais, Nenê a convida para passar uns dias na casa da família Silva e assim destruir a relação de Tuco e Marilda, já que Nenê não gosta da diferença de idade do casal. Paulão aparece e já conquista as mulheres do bairro, principalmente Marilda. Bebel e Agostinho começam a brigar e resolvem se separar. Entretanto, Agostinho pede pensão à esposa, alegando doença e prejuízo por ter vendido um táxi para pagar viagem aos Estados Unidos. Mesmo perdendo, Bebel se vinga ficando loira e se exibindo na rua. Após muitas provocações um ao outro, os dois voltam a ficar juntos. O pai de Agostinho morre no último episódio da temporada.
6ª temporada
A aparição de Paulão (Evandro Mesquita) aumenta na série quando ele e Marilda começam a se relacionar, mas ela sempre fica na dúvida entre ele, Mendonça ou Tuco. Dona Abigail (Márcia Manfredini) começa a aparecer na série, como uma vizinha fofoqueira e invejosa, dona de uma locadora que detesta a dona Nenê. Quem também apareceu para atazanar a dona de casa foi Margot (Lília Cabral), amiga de escola da Nenê, que dava em cima de Lineu.
Gina (Natália Lage) finge ser namorada de Tuco diante da família Silva, para que ele possa casar e obter dupla cidadania (Gina é de família portuguesa), no entanto a família descobre a farsa. Dona Nenê passa a tomar conta da pastelaria do Beiçola, quando o mesmo, em surto, se veste como a mãe para receber a pensão dela, e da prisão vai para o hospital psiquiátrico. O episódio em questão comemora os 200 episódios da série.
Nesse ano, Lineu passa a ter problemas cardíacos, pelo aborrecimento constante com o genro, que assume a presidência do clube do bairro, o Paivense, e começa a promover eventos e se despreocupar de questões mais importantes, o que gera no sogro alguns contratempos, além das questões com Mendonça e a repartição que também contribuem para os problemas de saúde do fiscal. Após desentendimentos, que duraram o ano inteiro, Lineu e Agostinho resolvem dar trégua e acabam com as brigas, que fez com que chegassem ao ponto inclusive de levantar um muro entre as duas casas.
7ª temporada
No aeroporto, com a crise aérea cheia de voos atrasados, a família Silva espera para embarcar. Dentro do avião, Bebel dá a notícia que vai acompanhar a personagem durante toda a temporada: ela está grávida. A notícia deixa Agostinho com crise de ansiedade. No hospital constata-se que ele está com síndrome do pânico, doença que ele só consegue superar no desenvolver da temporada. No episódio “os malas” Tuco descobre que o filho que teve com Viviane, na verdade não era seu, mas do seu amigo, o Fumaça. Gina começa a namorar com Tuco, mas não esquece o "ex" Fumaça e decide namorar os dois ao mesmo tempo.
Todas essas novidades iniciam uma grande crise na relação de Nenê e Lineu, que passam a viver em casas diferentes, voltando após cem dias separados. No último episódio, sabe-se de uma troca na maternidade no ano que Tuco nasceu, o que provoca uma tensão na família Silva. Ao mesmo tempo nasce o filho de Bebel e Agostinho, que todos pensavam ser uma menina. Após o exame de DNA, Tuco constata ser o filho de Lineu e Nenê, e, como homenagem ao pai de Nenê, Agostinho e Bebel dão ao bebê o nome de Floriano.
8ª temporada
No episódio inicial, alguns personagens imaginam como seria o futuro do novo integrante da família Silva: Florianinho. A dona Nenê, agora vovó, passa a mimar bastante o neto. Enquanto isso, Lineu, agora aposentado, passa a vigiar mais a família, principalmente Tuco. Mas o aposentado logo sente vontade de voltar a trabalhar e abre uma pet shop, direcionando a sua vida a sua formação acadêmica, atuando como veterinário, fazendo uma sociedade com Gina e empregando o seu filho na loja. Beiçola, que sempre foi apaixonado por Nenê, tenta esquecê-la, saindo com dona Abigail. Tuco torna-se noivo de Gina. Marilda passa a enrolar Paulão e Mendonça, ficando com os dois ao mesmo tempo, acreditando que um complementa o outro, mas ela descobre que essa relação dava era mais problemas em sua vida.
A outra avó de Florianinho, e mãe de Agostinho, Selminha, aparece para visitar o neto e participa do concurso "vovó gatinha" para o desespero do filho. A crise dos 30 (anos) chega no Tuco, que acredita não ter feito nada de bom na vida, fora o fato de ter medo de casar. Mesmo assim, alguns dias depois, Tuco acostuma-se com a ideia de ter sua própria família e conhece os pais ricos da Gina. A família desconfia de ser interesse do caçula dos Silva, no entanto ele prova ao contrário, continuando firme no namoro com Gina mesmo após um imprevisto na sua segunda tentativa de casamento com a amada (a primeira foi na 6ª temporada): o pai de Gina passa mal após entrar em falência. No natal, Bebel e Nenê se desentendem porque enquanto a mãe quer reunir a família em sua tradicional ceia de natal, a filha quer fazer o 1° aniversário de Florianinho, cada uma em sua própria casa. Após brigas, as duas resolvem dividir as festas (aniversário e natal) em dois ambientes na casa de Lineu.
9ª temporada
A temporada começa com o casamento de Nenê e Lineu, tudo porque o casamento deles havia sido anulado, pois o padre que celebrou o casamento era casado. Com isso, Nenê fazia questão casar que nem na primeira vez. Lineu volta a dividir o trabalho na repartição com o seu melhor amigo, apesar de folgado, Mendonça. Isso por causa da Grande Recessão. Marilda, em mais uma de suas várias tentativas amorosas, começa a sair com um cara, mas falha ao julgá-lo: ele era metrossexual e não homossexual. Ela o achava muito "perfeito" para ser hétero. Afundada em dívidas, Bebel aceita ser uma barriga de aluguel para um casal, amigos de Agostinho, criando polêmica na família Silva e ciúmes no marido.
Afim de fazer um documentário para participar de um festival, Tuco convida a família para participar, mas a confusão começa quando todos decidem dar opinião sobre o rumo do projeto, isso no episódio de número 300. Outro episódio comemorativo foi quando Nenê ganhou convites para ir ao show de seu ídolo: Roberto Carlos. Agostinho descobre ter uma irmã. Nesse mesmo ano, Tuco decide tomar um rumo na vida e estuda para o vestibular, junto com a sua mãe, e passa, pois dona Nenê desistiu da vaga pelo filho.
10ª temporada
Marilda sai em viagem, mas acaba não voltando por uma nova paixão. Ela deixa o salão no nome da amiga, Nenê, que passa a ser a proprietária. Com a saída da "chefa", Bebel passa a ter uma vida de dona de casa, fazendo alguns bicos para ajudar nas contas do fim do mês. Agostinho quer ser deputado estadual, e convida Paulão para ser o seu assessor. Vendo a falta de experiência do genro, Lineu tenta ajudar Agostinho, mas acaba criando o bordão: "tá tudo errado!" No final, Agostinho perde as eleições, recebendo apenas dois votos. Nenê recebe a visita de sua prima Glorinha, que descobre ser casada com um homem corrupto, pedindo abrigo na casa dos Silva. Quem também pede abrigo é Júnior, filho da dona Abigail. O rapaz assume a homossexualidade após anos de casado, o que faz a sua mãe rejeitá-lo de imediato, porém, dias depois,a mãe o aceita.
Tuco entra na faculdade, mas continua o mesmo irresponsável, tendo inclusive ajudas do pai nos estudos. Gina suspeita estar grávida de Tuco, que fica empolgado com a notícia, mas descobre-se que era alarme falso. Dona Abigail resolve casar com Beiçola após descobrir uma fortuna que ele ganhará da mãe, mas acaba sendo desmascarada quando a veem aos amassos com Paulão. Mesmo assim, Beiçola a perdooa. Prestes a ter a primeira viagem internacional da família, Nenê mente na hora de tirar o passaporte e acaba não conseguindo o visto, o que adia os planos da família.
11ª temporada
A temporada começa com a posse de Nenê como presidente da associação de moradores do bairro. Esse fato cria os dois maiores conflitos para a Nenê: as comparações com o presidente anterior, o seu marido Lineu e a falta de mão firme na hora de negociar contra a construção de um viaduto, que acabaria com as casas dos moradores. Bebel manda uma carta para o programa do Luciano Huck conseguir renovar o táxi de Agostinho. Agostinho, junto com Paulão, transforma a oficina do mecânico em uma frota de táxi, com o nome Carraras Táxi ou Táxi Carrara porque ele não consegue decidir. Após discutir com a família por ter largado a faculdade, Tuco vai morar com a namorada Gina, mas mesmo assim se desentende com ela e pede abrigo para a irmã. Passando por um processo de amadurecimento, ele aceita trabalhar com o cunhado na frota de táxis.
Prosperando na frota, Agostinho passa a encher a vaidade de Bebel: paga uma prótese de silicone. O casal Carrara também decide fazer sua primeira viagem internacional, que empolga a toda família, para o desespero de Bebel que esperava ir sozinha com o marido e ter sua segunda lua de mel. Porém Lineu se machuca, adia o sonho de Nenê de ir para a Argentina e realiza o sonho da filha, que vai com o marido sem os pais. Esse é o início da ascensão do casal. Nenê passa a cantar nas horas vagas. O irmão gêmeo de Paulão, Fábio, aparece e convida o irmão para o seu casamento gay. Após anos, Lineu reencontra a sua mãe, Glória. Mesmo renegando sua mãe, por tê-lo abandonado na infância, Lineu a perdoa e resolve recomeçar sua relação com ela.
Agostinho começa a ter problemas financeiros com a frota de táxi, o que o obriga a vender sua pequena empresa. Trabalhando para o homem que comprou os seus carros, Agostinho descobre as falcatruas de seu chefe, que pagou para não destruírem sua empresa, mas sim o bairro onde mora a família Silva. Com isso, a luta de Nenê, que chegou a fazer greve de fome para não acabarem com as casas do bairro, chega ao fim.
12ª temporada
Após sofrer um atropelamento e ficar em coma, Lineu acorda quatro anos depois e se depara com transformações em sua família. Florianinho já tem 12 anos e mistura a malandragem do pai com a personalidade mimada da mãe. Bebel e Agostinho são os novos ricos da rua. Ela, uma perua fútil e ele, dono de uma frota de três táxis que conta com três motoristas, um para cada táxi: Tuco, Paulão da Regulagem e Pajé Murici (Luís Miranda), um vidente charlatão. Tuco termina com Gina e, além de ser taxista nas horas vagas, torna-se um comediante, fazendo um personagem homossexual na televisão: Serginho. Mendonça vai pra prisão após ser acusado de corrupção na repartição, mas é ajudado por Lineu, que descobre o esquema e o verdadeiro culpado.
Outra relação que termina é a de dona Abigail com Beiçola, mas sem explicações muito claras. Entretanto um novo relacionamento começa: Paulão, após muita insistência, conquista o coração de Daniele da padaria (Nina Morena), a piriguete da rua, que fica grávida. No entanto ela não sabe de quem está grávida, se do mecânico ou do irmão gêmeo dele, Fábio, porque os dois trocaram de lugar em uma oportunidade. A família ainda conta com a espevitada e divorciada de três maridos Kelly (Katiuscia Canoro), que dividia em sociedade uma loja de roupas com Nenê, tornando-se chefe e amiga da dona-de-casa, que foi trabalhar para se sustentar após o acidente do marido. Kelly serviria como uma espécie de substituta á personagem Marilda, possuindo características semelhantes, mas a tentativa não vingou e Kelly sumiu.
Quem assumiu o lugar no negócio de roupas foi Everaldo Júnior (Fábio Porchat), homossexual declarado, filho de um amigo de juventude de Lineu. O casal Silva renova o amor em uma viagem à Argentina após alguns ataques de ciúme de Lineu. Nesse ano Agostinho resolve mais uma vez entrar na política, desta vez como vereador, e recebe apoio de Fontes (Luiz Fernando Guimarães), que logo revela-se um estelionatário. Pela confusão de desvio de dinheiro do empresário Fontes, Agostinho acabou sendo preso. Lineu e família o ajudam após o taxista ter confessado o crime na CPI.
13ª temporada
Lineu e Nenê fazem um testamento em vida, colocando a casa onde moram no nome dos filhos: Bebel e Tuco. Entretanto, Tuco vende a sua parte para a irmã. Saindo da prisão, Agostinho se depara com as novidades. Sendo dono da casa, junto com Bebel, o taxista decide morar novamente com os sogros, pois assim não precisa pagar aluguel para Beiçola. Outra novidade para o taxista é a esposa que deixou o jeito "perua" de lado, e enquanto o marido estava na prisão, ela começou a administrar a frota de táxis. Agostinho passa a desconfiar da aproximação de seu amigo Paulão com a esposa, mas descobre que os dois são apenas parceiros de trabalho. Lineu também desconfia de Nenê que fingia-se de rica, escondido, para elevar o status da loja dela e do seu sócio, Júnior.
Enquanto Agostinho estava preso, Florianinho vê em Paulão um exemplo. O taxista fica com ciúmes, tenta reverter a situação e consegue ser novamente o ídolo do filho. Lineu começa a passar pela crise da meia idade e decide quebrar a monotonia da vida fazendo um barco para, junto com a esposa, viajar em alto mar por um tempo. Para se dedicar ao projeto, o patriarca resolve dar início ao processo de aposentadoria, no entanto, Mendonça vai fazer de tudo para impedir que isso aconteça. Agostinho e Bebel entram em crise por divergências no trabalho e pelo machismo do taxista. Após separação, Agostinho reflete sobre a vida e tenta reconquistar a esposa, que nega uma reconciliação. Ao sentir a falta do ex-marido, Bebel decide pedir para ficar com ele e os dois casam mais uma vez. Lineu torna-se aposentado e Nenê viaja no barco.
14ª temporada
Lineu e Nenê voltam da viagem de barco após Bebel implorar pela volta dos dois pois Agostinho sofreu um infarto e encontram a casa destruida. Durante a terapia, Nenê percebe que nunca olhou pra si mesma e priorizou sempre a vontade dos outros, decidindo ir morar no puxadinho sozinha para descobrir quem ela é verdadeiramente, além de começar a trabalhar como cozinheira no restaurante de Braga (Álamo Facó), um rapaz confuso que foi abandonado pelas mulheres várias vezes e vê em Lineu e Nenê uma relação de pai e mãe que nunca teve. Lurdinha sai da prisão convertida como evangélica e começa a trabalhar como doméstica para os Silva. Florianinho começa a passar pelas transformações da adolescência, tendo sua primeira noite de amor aos 13 anos, para desespero dos pais. Mendonça entra em falência e vai morar com os Silva. Bebel fica grávida de trigêmeos e Agostinho aceita os futuros filhos mesmo sabendo que a esposa fez inseminação escondida.

## Elenco

### Principal
| Intérprete        | Personagem                                         | Temporadas | Temporadas | Temporadas | Temporadas | Temporadas | Temporadas | Temporadas      | Temporadas      | Temporadas      | Temporadas      | Temporadas      | Temporadas | Temporadas | Temporadas |  |
| Intérprete        | Personagem                                         | 1ª         | 2ª         | 3ª         | 4ª         | 5ª         | 6ª         | 7ª              | 8ª              | 9ª              | 10ª             | 11ª             | 12ª        | 13ª        | 14ª        |  |
| ----------------- | -------------------------------------------------- | ---------- | ---------- | ---------- | ---------- | ---------- | ---------- | --------------- | --------------- | --------------- | --------------- | --------------- | ---------- | ---------- | ---------- |  |
| Marco Nanini      | Lineu Silva                                        |            |            |            |            |            |            |                 |                 |                 |                 |                 |            |            |            |  |
| Marieta Severo    | Irene Souza Silva (Nenê)                           |            |            |            |            |            |            |                 |                 |                 |                 |                 |            |            |            |  |
| Pedro Cardoso     | Agostinho Carrara                                  |            |            |            |            |            |            |                 |                 |                 |                 |                 |            |            |            |  |
| Guta Stresser     | Maria Isabel Souza da Silva Carrara (Bebel)        |            |            |            |            |            |            |                 |                 |                 |                 |                 |            |            |            |  |
| Lúcio Mauro Filho | Arthur Souza Silva (Tuco)                          |            |            |            |            |            |            |                 |                 |                 |                 |                 |            |            |            |  |
| Marcos Oliveira   | Abelardo Taubaté (Beiçola) / Dona Etelvina Taubaté |            |            |            |            |            |            |                 |                 |                 |                 |                 |            |            |            |  |
| Rogério Cardoso   | Floriano Souza (Seu Flor)                          |            |            |            |            |            |            |                 |                 |                 |                 |                 |            |            |            |  |
| Andréa Beltrão    | Marilda Maria Palmeira                             |            |            |            |            |            |            |                 |                 |                 |                 |                 |            |            |            |  |
| Tonico Pereira    | José Carlos Mendonça (Mendonça)                    |            |            |            |            |            |            |                 |                 |                 |                 |                 |            |            |            |  |
| Evandro Mesquita  | Paulo Wilson (Paulão)                              |            |            |            |            |            |            |                 |                 |                 |                 |                 |            |            |            |  |
| Natália Lage      | Maria Angelina Carvalho (Gina)                     |            |            |            |            |            |            |                 |                 |                 |                 |                 |            |            |            |  |
| Vinícius Moreno   | Floriano da Silva Carrara (Florianinho)            |            |            |            |            |            |            | Várias crianças | Várias crianças | Várias crianças | Várias crianças | Várias crianças |            |            |            |  |

### Recorrente
| Ator/Atriz              | Personagem                      | Temporadas | Temporadas | Temporadas | Temporadas | Temporadas | Temporadas | Temporadas | Temporadas | Temporadas | Temporadas | Temporadas | Temporadas | Temporadas | Temporadas |  |
| Ator/Atriz              | Personagem                      | 1ª         | 2ª         | 3ª         | 4ª         | 5ª         | 6ª         | 7ª         | 8ª         | 9ª         | 10ª        | 11ª        | 12ª        | 13ª        | 14ª        |  |
| ----------------------- | ------------------------------- | ---------- | ---------- | ---------- | ---------- | ---------- | ---------- | ---------- | ---------- | ---------- | ---------- | ---------- | ---------- | ---------- | ---------- |  |
| Márcia Manfredini       | Abigail                         |            |            |            |            |            |            |            |            |            |            |            |            |            |            |  |
| William Guimarães       | Genilson                        |            |            |            |            |            |            |            |            |            |            |            |            |            |            |  |
| Luís Miranda            | Pajé Murici / Craudionor        |            |            |            |            |            |            |            |            |            |            |            |            |            |            |  |
| Diogo Vilela            | Remela (Wesley)                 |            |            |            |            | part.      |            |            |            |            | part.      |            | part.      |            |            |  |
| Alexandre Zacchia       | Dentada                         |            |            |            |            |            |            |            |            |            |            |            |            |            |            |  |
| Laura Cardoso           | Glória Silva                    |            |            |            |            |            |            |            |            |            |            |            |            |            |            |  |
| Suely Franco            | Juva                            |            |            |            |            |            |            |            |            |            |            |            |            | part.      |            |  |
| Francisco Milani        | Juvenal Souza (Tio Mala)        |            |            |            |            |            |            |            |            |            |            |            |            |            |            |  |
| Leandra Leal            | Viviane Vidal (Vivi)            |            |            |            |            | part.      |            |            |            |            |            |            |            |            |            |  |
| Oswaldo Loureiro        | Almeidinha                      |            |            |            |            |            |            |            |            |            |            |            |            |            |            |  |
| Ana Rosa                | Genoveva                        |            |            |            |            |            |            |            |            |            |            |            |            |            |            |  |
| Nina Morena             | Danielle da Padaria             |            |            |            |            |            |            |            |            |            |            |            |            |            |            |  |
| Fábio Porchat           | Everaldo Passos Júnior (Júnior) |            |            |            |            |            |            |            |            |            |            |            |            |            |            |  |
| Luiz Fernando Guimarães | Deputado Rui Fontes             |            |            |            |            |            |            |            |            |            |            |            |            |            |            |  |
| Maria Clara Gueiros     | Lurdes Oliveira (Lurdinha)      |            |            |            |            |            |            |            |            |            |            |            |            |            |            |  |
| Danton Mello            | Juvenal Oliveira (Caveira)      |            |            |            |            |            |            |            |            |            |            |            |            |            |            |  |
| Katiuscia Canoro        | Kelly Aparecida                 |            |            |            |            |            |            |            |            |            |            |            |            |            |            |  |
| Álamo Facó              | Mano Braga                      |            |            |            |            |            |            |            |            |            |            |            |            |            |            |  |
| Álamo Facó              | Júnior                          |            |            |            |            |            |            |            |            |            |            |            |            |            |            |  |

## Exibição
Depois de imprevistos, que adiaram a exibição do programa de janeiro para março, a série estreou em 29 de março de 2001, quinta-feira, às 23h, após o programa policial Linha Direta. A série conseguiu audiência mesmo com o horário desfavorável e as mudanças que ocorreriam em 2002 na sua 2ª temporada, devido à Copa do Mundo e às eleições de 2002. O seu horário foi mudado em razão a essas mudanças para às quintas-feiras às 22h, onde estabilizou uma audiência e conseguiu o horário que antes pertencia ao Linha Direta.
Uma grande discussão é sobre o final da série: o elenco defendia que a 7ª temporada seria a final, enquanto os executivos do canal decidiram renová-la para uma 8ª temporada. Depois de mais cinco anos no ar após a primeira discussão sobre o fim da série (em 2007), o elenco defendeu novamente o fim da série na 13ª temporada porém a Rede Globo a renovou para uma 14ª e última temporada (pelos altos índices de audiência conquistados), após um acordo entre o elenco e a emissora.
Enquanto a série original durou três anos (1972 a 1975), o remake completou uma década no ar em março de 2011.
A 12ª temporada da série estreou em 5 de abril de 2012 às 22:30. No primeiro episódio, a história deu um salto de quatro anos, permitindo uma renovação da situação dos personagens e a introdução de Florianinho como um adolescente.
A 13ª temporada da série foi exibido em 4 de abril de 2013 com novidades, o primeiro episódio mostra os momentos das temporadas anteriores e depois de 12 anos seguidos com a música-tema cantada por Dudu Nobre, passou a ser interpretada por Ivete Sangalo, e acabou em 26 de setembro, quando foi substituído pela nova temporada de The Voice Brasil. Na 14ª e última temporada, a canção-tema passa a ser interpretada pelo sambista Zeca Pagodinho. A razão da troca, fora a renovação para a série, foi por causa da evolução tecnológica, fazendo com que a gravação de Dudu Nobre soasse antiga.

### Reprises

Logotipo do Álbum da Grande Família.

Alguns episódios de diferentes temporadas da série foram reexibidos pela TV Globo entre 20 de março e 28 de abril de 2017, nas madrugadas de segunda a sexta-feira, na sessão O Álbum da Grande Família enquanto o programa Conversa com Bial, a ser transmitido no horário, não estava pronto. Com a narração de Marco Nanini no papel de Lineu Silva. A sessão foi levada ao ar novamente na programação da emissora entre 21 de janeiro e 27 de setembro de 2019 para cobrir o espaço deixado após o fim do Vídeo Show e, posteriormente, em expectativa para a estreia do Se Joga, nas tardes de segunda a sexta. Em 6 de dezembro de 2020, o episódio de natal da 8.ª temporada foi reprisado em O Álbum de Natal da Grande Família como parte da programação especial de fim de ano da Globo.
Dois episódios da série foram reprisados no dia 26 de abril de 2025 dentro da Sessão de Sábado, usando novamente o título O Álbum da Grande Família, fazendo parte da maratona de 60 horas de especiais em comemoração ao sexagenário da TV Globo. A exibição, no entanto, só foi transmitida em praças que não exibem a programação local na faixa vespertina.
Foi reprisada integralmente pelo Viva, canal coirmão da Globo na TV por assinatura, entre 6 de agosto de 2018 a 7 de junho de 2025, de segunda a sexta-feira, às 22h15, com maratonas aos sábados passando por diversos horários. Com o rebranding desse para Globoplay Novelas, a série passaria a ser exibida no Multishow dentro da faixa Sessão Nostalgia desde 10 de junho de 2025.
É exibido na TV Globo Internacional sem horário fixo, em horários irregulares, cumprindo seu papel como "tapa-buraco" nas lacunas da grade de programação.

### Outras mídias
Em 31 de outubro de 2022, foi disponibilizada pelo Globoplay como parte do Projeto Originalidade, com a atualização para o formato de exibição original; com o formato de imagem restaurado em Full HD, além de aberturas, vinhetas de intervalo e encerramento originais.

## Repercussão

### Recepção do público
A série conquistou a opinião pública e com isso muitos de seus produtos foram lançados. Um dos produtos mais cobiçados da Rede Globo é a jarra de abacaxi que aparece na mesa da família Silva,
 produto que chegou a ficar no topo da lista dos produtos mais desejados da Globo por diversas vezes mesmo após anos de existência da série, e que voltou com tudo em lojas de R$ 1,99 pelo país. Um outro objeto de cozinha que fez sucesso e trouxe curiosidade aos telespectadores foi a fruteira em forma de cacho de banana. As lentes azuis de contato usados por Bebel no 12° ano, também chamaram a atenção do público. Itens como uma chaleira em formato de golfinho e um papel de parede, também apareceram entre itens requisitados pelos telespectadores.
A série também começou a ser lançada em DVD, em episódios avulsos, isto é, fora da ordem de exibição, em 2002. O primeiro DVD tinha 6 episódios. O segundo DVD foi lançado em 2003 com 6 episódios e uma homenagem ao Rogério Cardoso. Quatro anos depois, em 2007, os seis episódios de natal foram reunidos em DVD. No ano seguinte foi feito o maior lançamento até então: 36 episódios selecionados de 2001 a 2006. Em 2011, quando a série completou 10 anos de exibição, um DVD foi lançado com 11 episódios. Em março de 2015, será lançado um almanaque sobre a série contendo: memórias, curiosidades, receitas de Nenê, fotos e informações sobre os bastidores do semanal, além de também serem lançados DVDs com seleção de episódios das duas temporadas finais. Ambos, livro e Box, foram divulgados pela emissora através da TV e da internet.
Pela série ter sucesso e prestígio junto ao público, o elenco da série é sempre requisitado para campanhas publicitárias. Entre alguns exemplos: Marco Nanini foi convidado pela Sundown para fazer São Pedro na campanha publicitária, sendo a primeira celebridade a trabalhar com essa marca famosa de protetor solar. Marieta Severo foi convidada para ser garota propaganda da rede Walmart e do Caldo de Picanha Knorr. Lúcio Mauro Filho já foi chamado para fazer campanhas da Tele Sena, uma outra em prol do etanol e uma outra campanha para o Cacau Show. Pedro Cardoso já fez propaganda para Chevrolet, no papel do Sol e para marca de sucos Frisco. Guta Stresser foi convidada para participar de uma campanha que esclarece mitos e verdades sobre TPM e do tempero Sázon. Evandro Mesquita fez uma campanha para o relançamento da linha Pedigree Sachê.
Em 2014, a série chamou atenção da Samie Falvey, vice-presidente de setor de desenvolvimentos de comédia da ABC, a maior rede de televisão do mundo. A executiva, que possui em seu currículo a premiada série Modern Family, se interessou pelo formato da série brasileira. Esse interesse pode acarretar em uma versão americana do seriado global.
O carinho do público foi tão grande que a série ganhou várias enquetes da internet no decorrer dos anos, uma dessas vitórias foi dada ao Lineu e Nenê como o melhor casal da TV brasileira de 2011. Mesmo competindo com outros sucessos da época, o casal conseguiu a vitória, para a surpresa dos atores:"É super emocionante dez anos depois, o público ainda gostar tanto e acreditar nesse casal", disse Marieta Severo. Esse carinho não vem apenas de anônimos como também de muitos famosos. O ator Tony Ramos, no lançamento da programação da Rede Globo em 2013 fez a seguinte declaração:"Quero muito assistir à nova temporada de A Grande Família, que é meu talismã como espectador. Eu adoro!" Carlos Alberto de Nóbrega foi mais um fã assumido da série, por acreditar que a série tem um humor antigo como em seu programa A Praça é Nossa:"Adoro a Grande Família. Mas seria uma mentira eu esconder que ela não segue os moldes da Praça. Os atores são maravilhosos, fazem um trabalho em um programa, que há anos tem a receita de fazer rir, sem esculhambação", declarou o humorista. O cantor Roberto Carlos, que teve um episódio em sua homenagem em 2009, também assumiu ser um fã da série e no palco, nos bastidores do episódio, disse emocionado:"Quero vocês sempre na platéia. Fiquei muito emocionado porque sou muito fã do programa e assisto sempre". Lilia Cabral teve a série como programa favorito durante anos, tendo inclusive dito:"A Grande Família para mim é o the best. Sou fã desses atores que há tanto tempo divertem o público brasileiro de forma tão talentosa".
Regina Duarte também assumiu gostar da atração quando gravava um episódio:"Marieta é sempre incrível e foi uma emoção estar com ela. E ainda pude rever o Nanini! “A grande família” já é um cult. Quando vi no roteiro que esse seria o 440º episódio percebi que os números do programa são estratosféricos". Outra que participou da série foi Grazi Massafera, que disse:"Eu sou muito fã! Sempre assisti ao programa, desde que ele entrou no ar pela primeira vez. Então é uma honra fazer essa participação". Para Márcio Garcia, que disse sentir saudades e que assistia sempre, a série foi um divisor de águas:"Depois deles, vieram vários outros [programas similares]. Foi incrível, isso é uma unanimidade", disse elogiando a qualidade do texto e dos atores. Thalita Carauta também elogiou, colocando a série entre os seus favoritos e dizendo:"É um retrato muito bem feito de uma família suburbana. É fiel à realidade e de muita qualidade". Gregório Duvivier elegeu a série como um dos cinco programas para morrer de rir dizendo: "Os anos passam e continua excelente. São os melhores atores do Brasil, com ótimos diálogos e enredos surpreendentes". Zeca Pagodinho, último intérprete da música de abertura da série, lamentou o fim da série, demonstrando carinho pela mesma. Mariana Ximenes disse amar o programa e que "A família Silva se tornou a família de todos nós brasileiros". Eliane Giardini, disse assistir a série e demonstrou felicidade ao participar "de um programa com tanto êxito". Glória Pires ficou lisonjeada ao ser convidada para fazer o último episódio e elogiou a série:"Fiquei emocionada, feliz e honrada por terem lembrando de mim" e ainda elogiou o roteiro, por sua ideia de continuidade.
Outros artistas que também tem a série como um dos programas que mais gostam de ver: João Miguel, André Gonçalves, Alexandra Richter, Samantha Schmütz e Marcos Veras.
A série, em seu último episódio, teve repercussão nas redes sociais, situação que já vinha ocorrendo com frequência. No Twitter, a série alcançou de seis a sete palavras-chave na lista das dez mais citadas. Nome dos atores e dos personagens ficou entre os tópicos mais comentados, com a hashtag #AGrandeFamília ficando por horas nos trends. Este episódio derradeiro também alcançou os trending topics (assuntos mais comentados) mundiais, com a hashtag "#PraSempreGrandeFamília". A comoção foi grande entre os internautas, que se sentiram saudosos e tristes pelo fim da série. Atores da série, e outros famosos, também comentaram na internet. Na página do Facebook da Rede Globo, 13 posts foram publicados alcançando o incrível número de 14.238.976 pessoas, o que resultou em 1 milhão de curtidas, 34.335 compartilhamentos e 26.125 comentários.
Um crossover ocorreu no primeiro episódio de Chapa Quente, série criada por Cláudio Paiva, um dos roteiristas de A Grande Família. O personagem Mendonça (Tonico Pereira) fez uma participação especial, aparecendo no salão "Marlene's Hair" e contracenando com os personagens Marlene (Ingrid Guimarães) e Genésio (Leandro Hassum).

### Recepção da crítica
A série foi lançada cercada de expectativas pelo público e pela crítica especializada, porém a série foi considerada apenas um "remake", por parte da crítica, enquanto Os Normais era a "novidade". Essa situação foi mudando com o tempo, e a série da família Silva começou a cair no gosto do público e da crítica sendo considerada como "melhor programa humorístico da televisão". Após o primeiro episódio da série, Alessandro Giannini da revista ISTOÉ Gente lançou um texto em que dizia o "remake colorido não ter o mesmo sabor do original em preto e branco". No ano seguinte, já na segunda temporada, a série já mostrava ter fãs e identidade própria, o que começou a mudar a opinião dos críticos. Leila Reis d'O Estado de S. Paulo, elogiou a capacidade da série perceber que tem um "público com inteligência para consumir um humor que prescinde de apelações e dos jargões preconceituosos". Ainda elogiou a equipe e a capacidade de conseguir falar para todas as idades. Artur Xexéo, do O Globo, disse que a série era "fenômeno" e que tinha empatia com o público. Mas isso foi após receber e-mails de espectadores que, em sua maioria, queriam que a série da família Silva fosse lembrada em sua coluna. Dalmo Magno Defensor, jornalista do UOL, disse que o humor inteligente da série se aproxima ao de Seinfield e ao de Os Simpsons, completando ainda que "mesmo o mundo mais engraçado, para parecer humano, tem de levar uma pitadinha de melancolia", sobre um fim triste de um episódio, mas que vale para os momentos de reflexão que a série possui. Silvia Chiabai, do Observatório da Imprensa, criticou o humor brasileiro, mas elogiou a série dizendo ser "o melhor programa de humor da TV brasileira", dando destaque aos protagonistas, coadjuvantes e aos roteiristas, completando a crítica com um "A grande família é o Brasil para brasileiros". Bia Abramo, da Folha de S. Paulo, reclamou do roteiro, dizendo que no desenvolvimento ele perde ritmo e que os "diálogos poderiam ser mais ácidos, mais inteligentes, mais críticos". Contudo, tempos depois ela elogiou os atores, o roteiro, a evolução dos personagens, o fôlego das temporadas e a capacidade de ousar, o que para ela é bem complexo visto que muitos programas no Brasil e no mundo não conseguem fazer isso, o que a jornalista acaba comprovando ao fazer uma crítica ao humor da Globo no ano de 2008 dizendo que a série "mesmo depois de tantos anos no ar, mantém a qualidade e o frescor". Nas temporadas seguintes a série continuou recebendo opiniões, em sua maioria positivas. Na décima temporada, José Armando Vannucci da Rede Jovem Pan elogiou a série, dizendo ter um "bom texto, elenco de primeira e cenas excelentes para todos as personagens" dando a esses elementos o crédito do programa representar a anos os melhores índices da linha de shows da Globo. Na décima primeira temporada, Renato Kramer, da Folha de S. Paulo, não apenas chamou a série de "clássico", como também elogiou a participação de Laura Cardoso na série como a mãe de Lineu. Segundo ele, a atriz somou com o resto do elenco e enriqueceu os episódios.
No lançamento da décima segunda temporada, Ubiratan Brasil d'O Estado de S. Paulo comentou que a série mudou para ter mais "fôlego", mas não sabia se as novidades iriam agradar o público, já que a temporada tinha começado em um tom mais sério e sombrio. Entre as críticas mais pesadas, Odair Braz Junior, crítico do portal R7 da Rede Record, acredita que a série "já passou da hora de acabar", dizendo que os personagens estavam descaracterizados. Murilo Melo do jornal A Tarde, acredita que a fórmula da série "vem mostrando sinais de cansaço" e que "o roteiro está nitidamente sério, com desfechos bruscos e estranhos". Patrícia Kogut d'O Globo, acreditou que mexeram na "essência" da série, porém a mesma elogiou a série tempos depois ao comentar a inteligência dos autores ao abordar um tema em um episódio, dizendo que o texto "foi um show de boa exploração da metalinguagem misturada a humor refinado e sem pompa". Outros elogios à série vieram de Fernando Oliveira, colunista da iG, que chamou a série de "programão", de "fenômeno da TV brasileira" e creditou à polêmica da briga nos bastidores, entre Guta Stresser e Pedro Cardoso, como uma amostra de que o público não quer o fim da série. Tony Goes da Folha de S. Paulo, comparou a série brasileira à animação Os Simpsons. Para Maurício Stycer, a série é exemplo para quem "sonha em fazer comédia de situação, a chamada sitcom, no Brasil" e ainda disse que a série mudou, mas sem mexer na sua estrutura. Oton Tássio Silva Luna, do Observatório da Imprensa disse que a série não foi tão imparcial ao abordar o tema do mensalão.
Com a estreia da décima terceira temporada, mais críticas positivas foram recebidas. O retorno de todos os personagens reunidos na mesma casa, dando um ar nostálgico, foi apontado pelo jornalista Wallace Carvalho, que ainda disse que "estava lá a velha e boa confusão de sempre" e ainda garante que a série tem tudo para conseguir mais temporadas.  Tony Goes da Folha de S. Paulo, classificou o primeiro episódio da temporada como "um dos melhores episódios de todos os tempos" e acredita que a série tem "fôlego para muito mais", colocando no título de sua crítica que a série "poderia ficar no ar para sempre". José Armando Vannucci da Rede Jovem Pan elogiou o texto dizendo que foi aproveitado a polêmica das brigas nos bastidores para o tema do episódio inicial. Ainda elogiou a equipe dizendo que ela está atenta "aos desejos do telespectador" ao reunir todos os personagens e assim fazer o público rir. O site Cena Aberta, não apenas colocou o programa como um dos melhores da semana, como também acredita a série ser um produto que "sabe se reinventar e, a cada ano, gerar um novo frescor", o que considera "uma façanha para um produto que já está há doze anos no ar". O site ainda acrescentou que o programa é um produto que "quando você pensa que está começando a dar sinais de que precisa ser encerrado, dá a volta por cima e deixa no ar a dúvida: encerrar pra quê?" O site também elogiou a homenagem que a série prestou ao Rogério Cardoso dizendo que a "produção conseguiu se manter e se renovar ao longo dessa década" mesmo sem o ator. José Armando Vannucci também elogiou a homenagem feita ao Rogério Cardoso, dizendo que a série "é a prova de que homenagens são necessárias e podem acontecer com clima descontraído e humor, longe dos tons solenes que acreditavam ser o ideal para estas ocasiões". Entretanto, o mesmo crítico fez duas críticas negativas, em uma dizendo que faltava humor e de que a série estava morna, enquanto na outra ele acreditava, graças a um único índice de ibope baixo, que a série dava sinais de que iria acabar. Já Wallace Carvalho, considerando os demais números da temporada, fez uma crítica dizendo que a série "ainda tem fôlego para mais algumas temporadas" e que a possibilidade da série terminar em sua décima quarta temporada "será uma baixa pesarosa para o canal e para o telespectador". Ele ainda elogiou os roteiristas por terem conseguido corrigir os erros da temporada anterior e que na atual fase eles estariam "dando um verdadeiro show nas histórias criadas". A série terminou a décima terceira temporada sendo elogiada pelo público e crítica. O site Cena Aberta colocou a série mais duas vezes no TOP 5 da semana, em um dizendo que "a temporada tem sido repleta de boas sacadas", elogiando o episódio da volta ao passado de Agostinho e no outro elogiando o final da temporada. Final que ainda foi elogiado pelo seu cliffhanger e encerrou a crítica dizendo que a série é um "caso raro de atração televisiva que segue no ar mantendo a qualidade".
Antes da estreia da décima quarta, e última, temporada, a colunista Silvaninha Medeiros elogiou a série dizendo que "o argumento não se perde e isso é fundamental para se manter o sucesso e a audiência", e que a série é perfeita com sua linguagem simples e bom humor sem apelações. Os primeiros episódios da última temporada foram elogiados pelo jornalista Jorge Brasil que destacou o fôlego do roteiro e a mistura de saudosismo e humor. O cenário da série foi elogiada, com a crítica do Tribuna do Norte dizendo que "reproduz com preciosismo os mínimos detalhes de uma casa do subúrbio carioca". O site Cena Aberta, apesar de dizer que teve "falta de graça" no último ano, elogiou por ainda ter momentos "incríveis" como o da homenagem a Ariano Suassuna. Geraldo Bessa do site O Tempo disse que apesar de nos últimos quatro anos o roteiro ter ficado repetitivo e desinteressante, o último ano foi instigante, "com episódios tão bons quanto os dos primeiros anos", elogiando inclusive o elenco. Mauricio Stycer fez uma lista de razões pela qual o público sentiria falta da série, elogiando elenco, figurino, personagens, roteiristas, diretores, entre outros:"Você pode ter gostado mais de uma determinada temporada ou de outra, ter um ou outro episódio favorito, mas é preciso reconhecer que raras séries conseguiram manter um padrão de qualidade tão alto ao longo do tempo". Gabriel Priolli, do Estado de São Paulo, ressaltou que o produto consegue juntar elementos que raros programas conseguem:"alta qualidade artística, sintonizada com o gosto popular". O jornalista ainda destacou que a série mostrou a "classe C" antes do termo ser existido, que os atores dessa versão superaram a da versão antiga e aposto que, no futuro, a série retornará para mostrar a um público novo, e antigo, como uma sitcom de humor do Brasil é tão boa quanto a uma estrangeira. Cleomar Santos, do TV Foco, enalteceu a série por ela retratar a família com seu calor humano, sem necessidade de "tecnologia" para trama ser interessante, encerrando o seu texto sem "dizer adeus" mas um "até logo". Patrícia Kogut, do O Globo elogiou o histórico de sucesso, falando que terminou no auge e deu algumas explicações para isso: a identificação do telespectador com os defeitos e qualidades dos personagens; o elenco muito bem escolhido e a capacidade dos autores em andar com a narrativa, mostrando a evolução dos personagens. Segundo Thales de Menezes, do Folha de S.Paulo, a segunda versão "é caso raro de um remake que supera o sucesso do programa original". Para Thiago Forato, do NaTelinha, o seriado chegou ao fim no tempo certo, pois caso prolongasse, a série poderia "perder sentido" de sua existência na TV. Para Patrícia Villalba a série sai da TV para entrar para a história, completando essa ideia ao dizer que o projeto possui "identidade visual forte do subúrbio mas que, no fim das contas, é unida por sentimentos universais".
Após o último episódio, todas as críticas parabenizaram o desfecho da série. Fernando Oliveira, do R7, gostou da finalização e considerou como acertada o fim da trama, pois não tinha para onde andar com os personagens. Mesmo sem acompanhar a série, Jorge Brasil, da revista Contigo, considerou o episódio genial e considerou o fim "maravilhoso e digno". Lucas Félix, do NaTelinha, considerou o fim de "altíssimo nível" graças ao seu humor, elogiou a inovação que a série teve, que não a deixou ultrapassada e finalizou dizendo que "se a última impressão for a que ficar, essa família muito unida e também muito ouriçada vai deixar um vazio em nossas noites de quinta". Mauricio Stycer, do UOL, elogiou o final metalinguístico, dizendo que o propósito foi de "deixar claro que nenhum ator seria capaz de dar conta da tarefa tão bem quanto os profissionais que encarnaram os personagens de “A Grande Família” por 14 temporadas", considerando o episódio como um "final glorioso" com homenagem inteligente. Marco Antonio Junior, do site série maníacos, elogiou: a evolução dos personagens no decorrer das temporadas; a identificação que os telespectadores tiveram ao longo dos anos com os personagens e o episódio que fez com que a família da ficção passasse pela mesma experiência do público: a de se ver representada na TV. Jeferson de Sousa, do Yahoo, acredita que a série possui: "texto afinado e direção correta"; "olhar sensível para as questões do cotidiano" e boa audiência casada com uma boa dramaturgia, o que ele considera raro. Paulo Moreira Leite, do site Entre Fatos, considera que, ao contrário de outras atrações, o fim da série é "um fato a se lamentar", acreditando que a TV brasileira "ficará mais pobre, do ponto de vista cultural". Endrigo Annyston, crítico do site RD1, disse que a despedida "surpreendeu positivamente, emocionou e divertiu", considerou genial e que o programa "sai do ar, mas entrou para a história da TV e jamais será esquecida". Para Fabio Maksymczuk, o fim da série deixa um público "órfão de Lineu, Nenê e família" após anos de um produto com estabilidade, o que hoje em dia é difícil pela TV possuir uma programação "volátil e superficial".
Paulo Henrique Lima acredita que a série terminou no momento certo e deixando um ensinamento como legado:"É possível viver em paz e harmonia com o próximo, aceitando e respeitando o mesmo como ela (a) é". Para Sergio Santos, a série terminou de maneira primorosa, não podendo ser feito um final diferente do qual foi exibido. Meire Kusumoto, colunista da Veja acredita que os autores acertaram ao admitir "que o êxito do seriado é fruto do retrato fiel que a história pintou da classe C emergente", considerando a cereja do bolo quando, na última metalinguagem do episódio, os personagens assistiram a estreia de seu programa, na ficção, no último episódio, na vida real. Para Ticiana Farinchon, o fim não poderia ter sido melhor, elogiando a identificação que a série tinha com o público, o que muitas atrações não conseguem e considerando o episódio como "uma aula de televisão", com detalhes "milimetricamente pensados" para homenagear equipe e para deixar o público com saudades. Janaína Nunes, do site Yahoo, colocou a atração entre os melhores da semana dizendo que "vai fazer falta". Cleomar Santos, do TV Foco, se emocionou com a história, com a qualidade dos atores e redatores, dizendo que eles tiveram "preocupação com o que deve ser mostrado para uma família que desfruta de alguns minutos para relaxar com os seus na sala". Cleyton Santos, do site Quem Te Viu Quem TV, considerou como insubstituíveis o elenco principal da série. Cristina Padiglione, do Estado de São Paulo, elogiou a equipe dizendo que "tudo funcionava como uma orquestra", caiu em elogios em relação ao roteiro de qualidade e a duração do episódio, por não ter sido muito longa como as novelas que demoram para serem concluídas. Cristina finalizou sua crítica dizendo que o "show se consumou com aplausos". Wallace Carvalho, do MSN Entretenimento, classificou como um "desfecho triunfal após uma temporada marcada pelo saudosismo", elogiando ainda o simbolismo de a série terminar "como se fosse um novo começo", dando esperança de um possível retorno da série no futuro.

### Controvérsias
Mesmo que os produtores tenham a preocupação de não desrespeitar os telespectadores, algumas controvérsias foram iniciadas através de alguns episódios. O episódio "Vide Bula" foi duramente criticado pela classe farmacêutica. Chegou a ser também alvo da crítica, no entanto, em comentários da internet, muitos defenderam o episódio como um alerta aos maus profissionais.
Outro episódio foi o da 9ª temporada "A Marcha". No episódio o debate sobre a legalização, ou não, da maconha, tomou conta dos personagens. Um debate que foi apoiado principalmente por aqueles que apoiam a legalização.
A maior problemática, no entanto, foi fora das câmeras. No meio da 12ª temporada, em 2012, um desentendimento entre os atores Guta Stresser e Pedro Cardoso colocou em cheque o futuro da série. Pedro teria dito que Guta é péssima atriz, que a atura há 12 anos e que ela trabalha bêbada. Após isso, Guta teria ameaçado se demitir, o que fez com que a equipe fizesse uma reunião emergencial. Para completar o clima, que as manchetes espalhavam, Guta, que declarou em entrevistas que nunca teria trabalhado alcoolizada, ainda escreveu em seu perfil no Twitter:
| “ | Estou cansada de mentiras, covardias e injustiças. A verdade prevalecerá. Minha consciência está em paz | ” |

A Globo se pronunciou e considerou o momento como uma briga de trabalho, que os dois tem um ótimo relacionamento e que foram trabalhar logo após o acontecimento. Uma nota saiu pelo colunista Flávio Ricco, dizendo que os dois não eram mais amigos, mas sim "colegas de trabalho" e que estavam colocando o profissionalismo acima de tudo. Os atores, por serem reservados, não entraram nesse assunto.
Tempos depois Guta quebrou o silêncio e explicou o ocorrido. Ela ainda pediu respeito ao programa que começou a trabalhar e que é longevo. Ainda declarou nunca ter ido trabalhar alcoolizada. Lúcio Mauro Filho entrou em defesa dos colegas de profissão, e amenizou a situação com a seguinte declaração: "Estresse eu vejo há 12 anos, somos uma família, um programa, tem estresse todo dia. Tudo que acontece na Grande Família, por ser um programa muito querido, repercute de uma forma maior, mas está tudo ótimo". O intérprete de Tuco ainda disse em outra ocasião que já ocorreram outras brigas, mas que o grupo passou por cima logo em seguida. Ele garantiu que a confusão foi distorcida e que o resto do elenco apareceu para acalmar os ânimos.
Uma suposta confusão acabou saindo no final dessa mesma temporada, entre os atores Marco Nanini e Tonico Pereira, mas não teve repercussão, nem notas esclarecedoras, o que não dá para garantir a veracidade da notícia. No entanto, após toda essa problemática enfrentada, o elenco voltou para a 13ª temporada disposta e com o objetivo de uma vida longa para a série, mostrando ter dado a volta por cima. E pela primeira vez, após nove meses, Pedro Cardoso comentou na coletiva de apresentação da 13ª temporada, sobre o ocorrido com Guta Stresser, e deu um ponto final dando a entender que tudo estava bem entre os dois:
| “ | Uma vez, teve um boato que eu e o Luiz Fernando Guimarães tínhamos brigado. Na ocasião, ele disse uma frase belíssima: 'Irmãos brigam'. Apesar de ser um trabalho público, a dinâmica interna do trabalho é privada. Então me reservo ao direito de manter a minha privacidade sobre o assunto | ” |

Um novo problema iniciou após o anúncio da 13ª temporada. Começou a ser noticiado, que entre as novidades da nova temporada, os personagens dos atores Lúcio Mauro Filho, o Tuco, e Thiago Lacerda, em participação especial, terão o primeiro beijo gay da televisão brasileira. Essa cena começou a dividir telespectadores, alguns acreditando que seria apelação da emissora, já que o programa retrata uma família tradicional. Entretanto o beijo já existiu, inclusive na própria série. Na 1ª temporada, no episódio: "Isso é Coisa de Homem?", Tuco faz uma peça sobre Romeu e Julieta, em versão gay. No final Tuco beija o outro ator, interpretado por Gabriel Gracindo, em participação especial.
Na última temporada, uma nova controvérsia foi criada: a personagem Lurdinha, de Maria Clara Gueiros, tornou-se evangélica, mas que caía em tentação facilmente, o que levou a crítica de alguns religiosos.

### Audiência
A série é uma das campeãs de audiência da Globo, sendo considerada como a de maior sucesso da emissora desde o ano 2000.  Em sua primeira temporada, os índices ainda eram modestos por ser exibido às 23 horas, chegando a competir com o sucesso Show do Milhão, ganhando, empatando e perdendo algumas vezes. Obtinha entre 20 e 27 pontos, com uma média anual de 22 pontos. Na segunda temporada, com a troca de horários, graças ao apelo do público e da equipe, a série passou a ter 35 pontos de média e 56% de share (número de aparelhos ligados), chegando a competir com a novela das oito, programa mais visto da televisão brasileira, tendo números iguais ou um pouco maiores. Na terceira temporada os índices aumentaram ainda mais, consolidando no top 10 e disputando com o Jornal Nacional pela segunda colocação dos programas mais vistos. Com a perda do ator Rogério Cardoso, a equipe reprisou um episódio em sua homenagem, que alcançou 45 pontos de audiência. Nesse ano a série obteve 46 pontos de média e 68% de share. Na quarta temporada a série continuou a ver seus números crescendo, assustando os programas que competiam com ela, como o programa do Ratinho, que chegou a ter 8 pontos contra 50 pontos da família Silva. Nesse ano a série teve 45 pontos de média e 64% de share. Na quinta temporada, o programa começou a bater recorde atrás de recorde chegando em uma oportunidade a 44 pontos de média e picos de 58, com um share de 66%, segundo o IBOPE na Grande São Paulo. Nesse ano de 2005, a série encerrou a temporada com uma média de 45 pontos de média e 65% de share. Na sexta temporada a série conseguiu mais uma vitória, conquistando o título que já vinha competindo a um tempo: o de programa humorístico mais visto da televisão brasileira. Título esse que foi retirado, de um modo oficial, do programa Casseta e Planeta, quando a série passou a ter ibope alto chegando a registrar 44 pontos consecutivos. Na sétima temporada, após lançar um filme de sucesso, a série mostrou a sua força já na volta da série, com 39 pontos de média e 60% de share, mesmo resultado da então novela das oito Paraíso tropical. Nesse ano conquistou 35 pontos de média.
Na temporada de 2008, a oitava, a série continuou sendo sucesso de público e crítica, entretanto seus índices começaram a cair. Na sua estreia a série teve 31 pontos de média.  Nesse ano a média foi de 29 pontos de média. Na nona temporada, os índices voltaram a subir, e recordes voltaram a ser quebrados. A série finalizou naquele ano com 33 pontos de média. Completando uma década no ar, a série voltou a cair nos índices, mas dessa vez estabilizando a sua audiência e mesmo assim, sendo considerada um sucesso por manter-se entre 25 e 29 pontos, o que para um programa longo ainda é muito, já que é ainda é a segunda atração mais vista. Nesse ano a série fechou com 27 pontos de média. Em 2011 a série voltou a bater recordes chegando a 30 pontos de média e 47% de participação e fechou a temporada com a média igual a temporada anterior: 27 pontos. Na décima segunda temporada, a série voltou com tudo, registrando índices altos, tendo a maior audiência da linha de shows e índices maiores que as do ano anterior. Os índices foram altos em muitos episódios, entretanto alguns episódios sofreram quedas o que prejudicou na média final desse ano: 24 pontos de média. Na estreia da temporada de 2014, a última, a série marcou 21 pontos e 35% de share caindo 6 pontos da novela das 9. A série marcou seu pior índice no sétimo episódio da última temporada: apenas 18 pontos. A culpa foi dada a novela das 9, Em Família, que vinha entregando com baixos índices aos programas seguintes. Mas a série começou a mostrar reação, até atingir índices mais altos, como o recorde da temporada de 23 pontos e 42% de  participação. Mesmo assim, a série encerra com a temporada final sendo a de menor audiência, contudo, os índices são considerados muito bons, pois a emissora sofre uma queda de audiência em toda a sua programação e a série continua no TOP 5, programas mais vistos, com índices maiores que as novelas das 18h e das 19h. O programa ainda foi um dos que menos perderam audiência na emissora em relação a sua estreia: apenas 10% de público perdido, enquanto a trama das 9 perdeu três vezes mais. Seu último episódio rendeu 22 pontos de audiência com picos de 25, o segundo maior índice do dia, atrás apenas da novela das 21h, que fechou com média de 30.
Os índices anteriores são de São Paulo, mas no resto do país, os índices são ainda maiores. Enquanto em São Paulo, no ano de 2007, a série conquistava 38 pontos, no Rio de Janeiro obtinha 36 pontos de média e 57% de participação e no Distrito Federal 44 pontos de média e 65% de participação. No sul, a série registrou em 2010 uma média de 40 pontos. No Rio Grande do Sul, na décima primeira temporada, os episódios foram assistidos por mais de 4 milhões de telespectadores, sendo que 63% são do sexo feminino, com cerca de 89% do público do programa pertencendo às classes A, B e C e 77% sendo maiores de 18 anos. No final de 2011, em Florianópolis, a série foi o terceiro produto mais assistido no ano, perdendo apenas para a novela das nove e o Jornal Nacional e na frente de Tapas & Beijos e RBS Notícias. Em Santa Catarina, a estreia da décima segunda temporada registrou 34 pontos de audiência e 67,6% de participação. Esses índices de audiência e participação da estreia são 10,7 vezes maiores que os índices da segunda emissora colocada. No Recife, a estreia da décima segunda temporada rendeu 27 pontos de média e 56% de participação, com média de 583 mil telespectadores e audiência 2,7 vezes maior que a emissora segunda colocada. Em Goiânia, a série conquista 30 pontos de audiência. A estreia da décima terceira temporada, no Rio Grande do Sul, fez com que a série alcançasse 41,1 pontos de audiência e 65,3% de share, ficando no top semanal em 2° lugar, com uma diferença de menos de 4 pontos da novela das nove. No Rio de Janeiro, a estreia do 13° ano também ficou em segundo lugar com 32 pontos de média e uma diferença de 8 pontos da principal novela da Globo, e no decorrer da temporada os índices continuaram estabilizados entre 28 e 33 pontos, perdendo algumas vezes apenas para a novela das 9. Em Florianópolis a série conquistou 33 pontos e 64,2% de share em seu 5° episódio, e continuou com esses índices nas semanas seguintes ficando entre 32 e 35 pontos até o fim da temporada. Em Belém do Pará a temporada de 2013 terminou com média alta, tendo nos meses finais média de 35 pontos, 56% de share com 722.904 telespectadores do estado ligados na série. Em Recife, a temporada 2013 terminou com 25 pontos de audiência e 58% de participação, com cerca de 3.914.106 telespectadores. Neste mesmo ano, a série alcançava em João Pessoa 44,2 pontos.
A estreia da décima quarta e última temporada, fez a série obter 24 pontos e 44% de share no Rio de Janeiro, e em Florianópolis o programa entrou no TOP 5 com 33,3 pontos e 59,9% de share ficando um pouco atrás da novela das 9 e do Jornal Nacional, e estes índices permaneceram ao longo da temporada. Em Recife, os dois primeiros episódios de 2014 obtiveram 27 pontos de audiência com média de 55% de participação, elevando os números do ano anterior. Ainda em Recife, a série continuou com índices altos, encerrando o ano com média de 524 mil telespectadores por episódio. No Rio de Janeiro os índices ficaram entre os 22 e 28 pontos com 42% de participação. Até baterem o recorde, da temporada final, de 29 pontos com 54% de share, índice que foi repetido no último episódio, sendo a segunda atração mais vista do dia perdendo apenas para novela das 21h, que ficou 7 pontos na frente. Na média da semana final, a diferença entre a novela das 9 e da série foi ainda menor: 32 e 29 pontos, respectivamente. Terminando como uma das atrações mais vistas da emissora.

## Filme
Após seis anos de sucesso na TV Globo, o seriado A Grande Família, assistido semanalmente por 30 milhões de pessoas, foi transportado para as telas dos cinemas, numa parceria entre a produtora Globo Filmes e a distribuidora Europa Filmes. O longa estreou em 26 de janeiro de 2007.
Somente em 2004, o diretor da série Maurício Farias, juntamente com o roteirista e produtor Guel Arraes, decidiram realizar a empreitada de transpor o seriado para o cinema. E não foi nada fácil, segundo os realizadores, achar a melhor maneira de adaptar uma série televisiva para a tela grande, sem se distanciar do universo criado no programa. A intenção deles era construir uma história mais aprofundada, inovadora, sem perder as características principais do seriado.
Cláudio Paiva ficou encarregado do roteiro, adaptando o seriado para os sets de filmagem. Segundo ele, o projeto levou muito tempo para ser decidido devido a falta de um argumento realmente determinante, que os 30 minutos na TV não pudessem mostrar. O roteiro foi elaborado para trazer mais intimidade entre os personagens e o público. O autor ainda explicou o tom melancólico existente no filme como sendo uma homenagem a Rogério Cardoso, que faleceu em 2003:
| “ | A morte do Rogério teve muita influência para mim como roteirista. Ele era um grande colega nosso, e tivemos de lidar com a morte dele. No velório, as pessoas nos cumprimentavam, como se fôssemos mesmo da família dele. Somos um grupo de comédia que foi jogado ao drama. Perdemos parte de nossa inocência. É a mesma coisa que acontece com o Lineu, quando ele passa a rever a vida dele, e percebe que não tem o controle sobre tudo, durante o funeral do amigo dele | ” |

Com Marco Nanini, Marieta Severo, Pedro Cardoso, Andréa Beltrão, Guta Stresser, Lúcio Mauro Filho, Tonico Pereira e Marcos Oliveira do elenco original juntam-se Paulo Betti e Dira Paes em participações especiais.
O enredo é narrado em três situações. Ao voltar do enterro de um colega de repartição, Lineu passa mal e vai ao médico, onde faz um exame e descobre que tem uma mancha no peito. Deprimido e com a certeza absoluta de que vai morrer, ele esconde sua situação da família e cancela a tradicional ida ao baile aonde começou a namorar Nenê. Sem entender as atitudes estranhas do marido e passando a acreditar que está sendo traída, ela decide convidar um ex-namorado para ir à festa. Toda a grande família Silva fica abalada com os fatos. Pressionado por todos os lados e sem saber o que fazer, Lineu tenta, de três maneiras diferentes, evitar que a família sinta sua morte. A família, por sua vez, é atingida diretamente pelas atitudes, algumas hilárias e outras mais dramáticas e trágicas.
Em sua semana de estreia, o filme conseguiu bater o recorde de 2 Filhos de Francisco, com cerca de 300 mil espectadores, conseguindo também superar “blockbusters” estrangeiros como a comédia Uma Noite no Museu, que ficou em segundo lugar, o suspense Déjà vu, em terceiro, e o candidato ao Oscar Babel, em quarto. O filme tem 104 minutos de duração e alcançou um público de mais de 2 milhões de espectadores. José Guerra é o diretor de fotografia, enquanto a direção e produção de arte são assinadas por Marcos Flaksman e Eduardo Feijó. O figurino dos personagens é de Cao Albuquerque, direção musical de Branco Mello, trilha incidental e produção musical de Marcio Lomiranda.

## Final da série
A série sempre enfrentou o encerramento desde sua concepção, já que era apenas uma homenagem à primeira versão. A morte de Rogério Cardoso também provocou boatos do fim. Porém, desde 2007, ocorrem especulações sobre quando a série iria terminar de fato. O elenco teria começado a pensar sobre o futuro de seus personagens, entretanto o final não ocorreu no fim da sétima temporada. Nos anos seguintes, jornais não pararam de noticiar possíveis datas do final, que eram prontamente negadas.
Com o fim da 13ª temporada, os boatos começaram a sair com mais força com a notícia iniciada pelo jornal O Globo. Notícias contavam que 2014 seria a última temporada, com episódios especiais e em grande estilo do início ao fim da 14ª temporada. Contudo, como nos últimos anos, a emissora ainda permanecia em dúvida quanto a retirada da série, porém, não apenas a assessoria de imprensa da Globo confirmou o término em 2014, como a atriz Marieta Severo também:
| “ | A gente está parando por um acordo do elenco com a emissora. Estamos saindo como sempre sonhamos sair, com o programa no seu auge de excelência e qualidade. | ” |

No dia 17 de março de 2014, a equipe da série realizou uma coletiva de imprensa para oficializar a última temporada do programa. No encontro, foi revelado que o desfecho vem sendo pensado há dois anos, mas adiado graças ao sucesso com o público e o fôlego no texto. Para os redatores Adriana Falcão e Mauro Wilson, a temporada final foi bem planejada para não decepcionar os telespectadores e que é assustador escrever os últimos momentos da série que talvez seja a mais importante da TV brasileira. Adriana ainda disse: "Eu me sinto fazendo parte de um momento histórico e isso vai ficar para sempre marcado na minha vida. Está sendo uma linda temporada em que vamos aprofundar os personagens psicologicamente". Max Malmann, redator da série, fez uma carta a um jornal que dizia: "Ao final (da coletiva de imprensa), posamos todos para uma última foto. Atores, diretores e autores. A família é grande. Sempre vai ser". O elenco não só revelou algumas novidades no enredo dos 23 episódios finais, como desabafou em relação ao futuro deles na emissora. Lúcio Mauro Filho disse que, junto com a Globo, os atores estão pensando com cuidado sobre futuros trabalhos dos atores na emissora. Tonico Pereira declarou que achava que "o programa poderia existir por mais tempo", mas o diretor de núcleo, Guel Arraes, completou falando que foi um consenso o final da série, pois o elenco queria fazer outros projetos na emissora, além de teatro e cinema que eles já faziam: "Conseguimos programar esse final de forma madura. Embora a gente fique triste, mas deixar saudade é um bom sinal".
Guta Stresser se emocionou e chorou ao relembrar de seu primeiro trabalho na TV, dizendo que o programa "mudou a sua vida". Os desafios no convívio também foram citados; Marco Nanini disse: "Soubemos atravessar e vencer a rotina. Me deixa feliz saber que terminamos bem". Guta Stresser e Pedro Cardoso mostraram mais uma vez que a briga nada mais foi que um desentendimento. O ator elogiou sua parceira de trabalho: "Há 14 anos Guta tem sido minha grande companheira"; A atriz concluiu o pensamento sobre a briga, perda do Rogério Cardoso, que foi lembrado pelo elenco, e o fim:
| “ | Claro que há um medo de ficar estigmatizado, mas a força dessa alegria de interpretar essa personagem é tao maior, a resposta do público nas ruas, as pessoas se sentem da nossa família. É como perder um ente querido, passou pela perda do Rogério, aquele desentendimento entre mim e o Pedro, mas nunca nenhum drama que a gente viveu abalou nosso amor e alegria de fazer esses personagens. Gratidão ao público que foi fiel e aos personagens. | ” |

No dia 2 de abril, na apresentação da programação da Globo, o anúncio do fim da série foi considerado o ponto mais alto da noite. O elenco foi aplaudido de pé pelos convidados. Miguel Falabella, aproveitou o momento e disse, da plateia que "A Grande Família' é um programa imortal". Um teaser do último ano foi exibido e Zeca Pagodinho, que passou a cantar na última abertura da série, mostrou a nova versão da música. No dia seguinte, uma semana antes da estreia, o grande público viu a edição dessa festa e ficou sabendo do fim da série, que segundo uma enquete que perguntava qual a atração da Globo é a mais aguardada, a última temporada da série venceu com 70,46%, ganhando em disparado. Após o primeiro mês de exibição a série venceu mais uma enquete que perguntava qual havia sido a melhor estreia de abril e a série venceu as demais atrações com 87,88% de preferência do público.
No dia 24 de junho, a notícia de que Agostinho iria morrer assustou e revoltou os telespectadores, que não aprovaram esse fim. Porém tudo foi esclarecido ao ser revelado que era uma paródia de Auto da Compadecida, que mais tarde virou uma homenagem devido a morte do autor da obra original: Ariano Suassuna. Guel Arraes e Adriana Falcão, que participaram da minissérie O Auto da Compadecida, mais os demais autores da série, fizeram modificações para esta homenagem póstuma.
Em 22 de agosto, uma sexta-feira, Deborah Secco revelou que faria parte do último episódio da série e que a sua participação teria "alguma coisa a ver com a Bebel (Guta Stresser)". No domingo, as gravações do último episódio começaram e, aos poucos, notícias sobre quem faria participação na final foram surgindo, como Daniel Filho, Fátima Bernardes e Tony Ramos. Na segunda o projeto continuou, mas com a presença de jornalistas. Os atores convidados apenas escutaram a gravação feita com os atores fixos, para só então gravar a mesma cena, já familiarizados com os personagens, tomando como base a cena "original". Na terça-feira, Luana Piovani surpreendeu a todos com fotos em seu Instagram que insinuavam que ela e mais outros atores (Tony Ramos, Glória Pires, Lázaro Ramos, Deborah Secco, Alexandre Borges, Marcelo Adnet e JP Rufino) seriam a nova versão da família Silva, o que revoltou os telespectadores que não aprovaram a troca. Era mais uma notícia pela metade, pois a "nova versão" é uma metalinguagem que vai acontecer no último episódio da série:"Claro que tentei aproximar minha interpretação da dela(Marieta Severo), mas ao mesmo tempo precisávamos deixar aquela pequena distância para lembrar ao público e à própria família Silva que o que estávamos fazendo era um seriado dentro do seriado", revelou Glória Pires. Na quarta-feira, as gravações foram sendo encerradas e Guta Stresser se despediu no Instagram dizendo estar com o coração "tomado de saudade". Marco Nanini disse que "foi um fim muito pra cima" e que todos se entregaram ao projeto vivendo tudo que tinha para viver. Ele ainda acrescentou que achou bonito os atores convidados terem aceitado prontamente. Marieta Severo e Andréa Beltrão gravaram na quinta-feira uma cena do reencontro de Nenê e Marilda. Marieta chorou e a equipe no set se emocionou junto, com todos registrando os momentos finais em fotos.
A intérprete de Nenê chegou a declarar que após tantos anos de convivência, a despedida era um momento especial, mostrando-se saudosa em muitas entrevistas, mas feliz por ter terminado no auge. Marco Nanini disse que iria viver de "luto" após Lineu, elogiando os colegas de trabalho os chamando de educados e dizendo que foi uma sorte trabalhar com eles. Luto, inclusive, é um sentimento que a equipe da série sentiu, segundo Nanini e Marieta. Lúcio Mauro Filho elogiou a todos os colegas de trabalho ao dizer que não se acomodaram, lutando pela qualidade do projeto que viu seu ibope subir durante anos, chamando a equipe de uma "segunda família". Pedro Cardoso disse que não sentia vontade de chorar, mas de sorrir e que carregaria os momentos, na série, em sua lembrança. Tonico Pereira disse que sentiria saudade das gravações, de seu personagem e de seus colegas de trabalho e elogiou o roteiro do último episódio: "Vai ficar para minha vida o tempo inteiro". O diretor-geral, Luis Felipe Sá, encerrou dando esperança aos fãs da série:"A Grande Família teve a primeira versão nos anos 1970, a segunda nas décadas de 2000 e 2010. Quem sabe não vem uma terceira em breve? Ou um segundo filme?" A equipe fez festas de despedida após as últimas gravações e, ao fim do programa, o elenco passou a descansar a imagem, para o público desvinculá-los dos personagens, mas com a promessa da emissora de novos trabalhos na casa.
Com o término da série, dentro da emissora muitos acreditam ser impossível encontrar um produto tão longevo e que mesmo assim conquiste tanta audiência. Mas a emissora já busca um substituto, com os redatores do programa Divertics. Este novo projeto deve conter elementos que fizeram da série dos Silva um sucesso: personagens suburbanos, com um elo familiar e forte apelo junto às classes C e D.

## Lista de episódios

### Temas abordados
Ao longo das temporadas, a série abordou, com muito bom humor, diversas temáticas, como machismo, racismo, etarismo, desemprego, crise econômica, assédio sexual, infidelidade, ação de despejo, Homossexualidade, divórcio, suicídio, tabagismo, cleptomania, legalização da maconha, corrupção ativa, corrupção política, ludomania, desapropriação, crise existencial, barriga de aluguel, crime organizado, crueldade com animais e problemas mentais.

## Prêmios e indicações
Sucesso de público e crítica, A Grande Família também coleciona várias premiações. Entre elas temos os prêmios: APCA, Qualidade Brasil e 7 prêmios Extra (onde a série chegou a ganhar, por seis anos consetivos, o prêmio de "melhor série" ou "melhor humorístico").
| Ano           | Associações                         | Categoria                                                             | Recipiente(s)      | Resultado |
| ------------- | ----------------------------------- | --------------------------------------------------------------------- | ------------------ | --------- |
| 1ª Temporada  |                                     |                                                                       |                    |           |
| 2001          | Prêmio Qualidade Brasil             | Televisão: Melhor Atriz de Sitcom                                     | Marieta Severo     | Venceu    |
| 2001          | Prêmio Qualidade Brasil             | Televisão: Melhor Ator de Sitcom                                      | Marco Nanini       | Venceu    |
| 2001          | Prêmio TV Press                     | Melhor Atriz                                                          | Marieta Severo     | Venceu    |
| 2ª Temporada  |                                     |                                                                       |                    |           |
| 2002          | Prêmio Contigo! de TV               | Melhor Seriado                                                        | A Grande Família   | Indicado  |
| 2002          | Prêmio Contigo! de TV               | Melhor Atriz Revelação                                                | Guta Stresser      | Indicado  |
| 3ª Temporada  |                                     |                                                                       |                    |           |
| 2003          | Melhores do Ano                     | Melhor Comédia                                                        | Rogério Cardoso    | Venceu    |
| 2003          | Prêmio Qualidade Brasil             | Televisão: Melhor Humorístico                                         | A Grande Família   | Indicado  |
| 2003          | Prêmio Qualidade Brasil             | Televisão: Melhor Atriz de Humorístico                                | Marieta Severo     | Indicado  |
| 2003          | Prêmio Qualidade Brasil             | Televisão: Melhor Ator de Humorístico                                 | Pedro Cardoso      | Indicado  |
| 2003          | Prêmio APCA de Televisão            | Televisão: Melhor Humor                                               | A Grande Família   | Venceu    |
| 2003          | Prêmio APCA de Televisão            | Melhor Ator                                                           | Marco Nanini       | Venceu    |
| 2003          | Prêmio Contigo! de TV               | Melhor Humorístico                                                    | A Grande Família   | Indicado  |
| 2003          | Prêmio Contigo! de TV               | Melhor Ator Cômico                                                    | Pedro Cardoso      | Indicado  |
| 2003          | Prêmio Extra de Televisão           | Programa Humorístico                                                  | A Grande Família   | Venceu    |
| 2003          | Troféu Imprensa                     | Melhor Humorístico                                                    | A Grande Família   | Indicado  |
| 2003          | Prêmio Leão Lobo                    | Melhor Programa de Humor                                              | A Grande Família   | Venceu    |
| 2003          | Prêmio Leão Lobo                    | Melhor Comediante Masculino                                           | Rogério Cardoso    | Venceu    |
| 2003          | Prêmio TV Press                     | Melhor Série ou Seriado Nacional                                      | A Grande Família   | Venceu    |
| 2003          | Prêmio TV Press                     | Melhor Ator                                                           | Pedro Cardoso      | Venceu    |
| 2003          | Prêmio TV & Lazer- jornal O Estadão | Melhor Programa                                                       | A Grande Família   | Venceu    |
| 2003          | Prêmio TV & Lazer- jornal O Estadão | Melhor Humorístico                                                    | A Grande Família   | Venceu    |
| 2003          | Prêmio TV & Lazer- jornal O Estadão | Melhor Ator                                                           | Marco Nanini       | Venceu    |
| 4ª Temporada  |                                     |                                                                       |                    |           |
| 2004          | Prêmio Qualidade Brasil             | Televisão: Melhor Humorístico                                         | A Grande Família   | Venceu    |
| 2004          | Prêmio Qualidade Brasil             | Televisão: Melhor Atriz de Humorístico                                | Marieta Severo     | Venceu    |
| 2004          | Prêmio Qualidade Brasil             | Televisão: Melhor Ator de Humorístico                                 | Pedro Cardoso      | Venceu    |
| 2004          | Prêmio Extra de Televisão           | Programa Humorístico                                                  | A Grande Família   | Venceu    |
| 2004          | Prêmio Extra de Televisão           | Melhor Comediante                                                     | Pedro Cardoso      | Indicado  |
| 2004          | Prêmio ABC de Cinematografia        | Melhor Direção de Fotografia em Programa de Televisão                 | José Tadeu Ribeiro | Indicado  |
| 2004          | Troféu Imprensa                     | Melhor Humorístico                                                    | A Grande Família   | Indicado  |
| 2004          | Prêmio TV & Lazer- jornal O Estadão | Melhor Humorístico                                                    | A Grande Família   | Venceu    |
| 2004          | Prêmio UOL Poptevê                  | Melhor Programa                                                       | A Grande Família   | Venceu    |
| 5ª Temporada  |                                     |                                                                       |                    |           |
|               |                                     | Televisão: Melhor Humorístico                                         | A Grande Família   | Indicado  |
| 2005          | Prêmio Qualidade Brasil             | Televisão: Melhor Ator de Humorístico                                 | Lúcio Mauro Filho  | Venceu    |
| 2005          | Prêmio Qualidade Brasil             | Televisão: Melhor Ator de Humorístico                                 | Pedro Cardoso      | Indicado  |
| 2005          | Prêmio Extra de Televisão           | Programa Humorístico                                                  | A Grande Família   | Venceu    |
| 2005          | Prêmio Leão Lobo                    | Melhor Programa de Humor                                              | A Grande Família   | Venceu    |
| 2005          | Troféu Imprensa                     | Melhor Humorístico                                                    | A Grande Família   | Indicado  |
| 2005          | Prêmio TV & Lazer- jornal O Estadão | Melhor Programa                                                       | A Grande Família   | Venceu    |
| 2005          | Prêmio TV & Lazer- jornal O Estadão | Melhor Humorístico                                                    | A Grande Família   | Venceu    |
| 2005          | Prêmio UOL Poptevê                  | Melhor Programa                                                       | A Grande Família   | Venceu    |
| 6ª Temporada  |                                     |                                                                       |                    |           |
| 2006          | Prêmio Qualidade Brasil             | Televisão: Melhor Humorístico                                         | A Grande Família   | Venceu    |
| 2006          | Prêmio Qualidade Brasil             | Televisão: Melhor Atriz de Humorístico                                | Andrea Beltrão     | Venceu    |
| 2006          | Prêmio Qualidade Brasil             | Televisão: Melhor Ator de Humorístico                                 | Pedro Cardoso      | Venceu    |
| 2006          | Prêmio Extra de Televisão           | Melhor Programa de Humor                                              | A Grande Família   | Venceu    |
| 2006          | Prêmio Extra de Televisão           | Melhor Figurino                                                       | Cao Albuquerque    | Indicado  |
| 2006          | Troféu Tele História                | Melhor Série                                                          | A Grande Família   | Venceu    |
| 2006          | Prêmio TV & Lazer- jornal O Estadão | Melhor Programa                                                       | A Grande Família   | Venceu    |
| 2006          | Prêmio TV & Lazer- jornal O Estadão | Melhor Humorístico                                                    | A Grande Família   | Venceu    |
| 2006          | Prêmio TV Press                     | Melhor Seriado                                                        | A Grande Família   | Venceu    |
| 7ª Temporada  |                                     |                                                                       |                    |           |
| 2007          | Prêmio Qualidade Brasil             | Televisão: Melhor Humorístico                                         | A Grande Família   | Venceu    |
| 2007          | Prêmio Qualidade Brasil             | Televisão: Melhor Atriz de Humorístico                                | Marieta Severo     | Venceu    |
| 2007          | Prêmio Qualidade Brasil             | Televisão: Melhor Ator de Humorístico                                 | Pedro Cardoso      | Venceu    |
| 2007          | Prêmio Extra de Televisão           | Melhor Programa de Humor                                              | A Grande Família   | Venceu    |
| 2007          | Prêmio Extra de Televisão           | Melhor Figurino                                                       | Cao Albuquerque    | Indicado  |
| 2007          | Melhores do Ano Minha Novela        | Melhor Minissérie ou Seriado                                          | A Grande Família   | Venceu    |
| 2007          | Prêmio TV & Lazer- jornal O Estadão | Melhor Humorístico                                                    | A Grande Família   | Venceu    |
| 2007          | Prêmio TV Press                     | Melhor Seriado                                                        | A Grande Família   | Venceu    |
| 2007          | Troféu Imprensa                     | Melhor Humorístico                                                    | A Grande Família   | Venceu    |
| 2007          | Troféu Internet                     | Melhor Humorístico                                                    | A Grande Família   | Indicado  |
| 8ª Temporada  |                                     |                                                                       |                    |           |
| 2008          | Prémios Emmy Internacional          | Melhor Ator                                                           | Pedro Cardoso      | Indicado  |
| 2008          | Melhores do Ano Minha Novela        | Melhor Minissérie ou Seriado                                          | A Grande Família   | Venceu    |
| 2008          | Prêmio Qualidade Brasil             | Televisão: Melhor Humorístico                                         | A Grande Família   | Indicado  |
| 2008          | Prêmio Qualidade Brasil             | Televisão: Melhor Atriz de Humorístico                                | Marieta Severo     | Indicado  |
| 2008          | Prêmio Qualidade Brasil             | Televisão: Melhor Ator de Humorístico                                 | Pedro Cardoso      | Indicado  |
| 2008          | Melhores do Ano                     | Melhor Comédia                                                        | Pedro Cardoso      | Indicado  |
| 2008          | Prêmio Extra de Televisão           | Melhor Humorístico                                                    | A Grande Família   | Venceu    |
| 2008          | Prêmio Extra de Televisão           | Melhor Figurino                                                       | Cao Albuquerque    | Indicado  |
| 9ª Temporada  |                                     |                                                                       |                    |           |
| 2009          | Prêmio Contigo! de TV               | Melhor Humorístico                                                    | A Grande Família   | Indicado  |
| 2009          | Prêmio Contigo! de TV               | Melhor Atriz Cômica                                                   | Andrea Beltrão     | Indicado  |
| 2009          | Prêmio Qualidade Brasil             | Televisão: Melhor Humorístico                                         | A Grande Família   | Indicado  |
| 2009          | Prêmio Qualidade Brasil             | Televisão: Melhor Atriz de Humorístico                                | Marieta Severo     | Indicado  |
| 2009          | Prêmio Qualidade Brasil             | Televisão: Melhor Ator de Humorístico                                 | Pedro Cardoso      | Venceu    |
| 2009          | Prêmio Extra de Televisão           | Melhor Humorístico                                                    | A Grande Família   | Indicado  |
| 2009          | Prêmio Extra de Televisão           | Melhor Figurino                                                       | Cao Albuquerque    | Indicado  |
| 2009          | Prêmio Quem de Televisão            | Melhor Atriz de Televisão                                             | Marieta Severo     | Indicado  |
| 2009          | Prêmio Quem de Televisão            | Melhor Atriz de Televisão                                             | Andrea Beltrão     | Indicado  |
| 10ª Temporada |                                     |                                                                       |                    |           |
| 2010          | Prêmio Qualidade Brasil             | Televisão: Melhor Humorístico                                         | A Grande Família   | Indicado  |
| 2010          | Prêmio Qualidade Brasil             | Televisão: Melhor Atriz de Humorístico                                | Marieta Severo     | Indicado  |
| 2010          | Prêmio Qualidade Brasil             | Televisão: Melhor Atriz de Humorístico                                | Guta Stresser      | Indicado  |
| 2010          | Prêmio Qualidade Brasil             | Televisão: Melhor Ator de Humorístico                                 | Pedro Cardoso      | Indicado  |
| 2010          | Prêmio Quem de Televisão            | Melhor Ator de Televisão                                              | Evandro Mesquita   | Indicado  |
| 2010          | Prêmio Contigo! de TV               | Melhor Série ou Minissérie                                            | A Grande Família   | Indicado  |
| 2010          | Prêmio Extra de Televisão           | Melhor Série ou Minissérie                                            | A Grande Família   | Venceu    |
| 11ª Temporada |                                     |                                                                       |                    |           |
| 2011          | Prêmio Contigo! de TV               | Melhor Série ou Minissérie                                            | A Grande Família   | Indicado  |
| 2011          | Prêmio Contigo! de TV               | Melhor Ator em Série ou Minissérie                                    | Pedro Cardoso      | Indicado  |
| 2011          | Prêmio Contigo! de TV               | Melhor Atriz em Série ou Minissérie                                   | Marieta Severo     | Indicado  |
| 2011          | Prêmio Qualidade Brasil             | Televisão: Melhor Ator de Série ou Projeto Especial                   | Evandro Mesquita   | Indicado  |
| 2011          | Prêmio Qualidade Brasil             | Televisão: Melhor Série ou Projeto Especial                           | A Grande Família   | Indicado  |
| 2011          | Prêmio Extra de Televisão           | Melhor Série ou Minissérie                                            | A Grande Família   | Indicado  |
| 12ª Temporada |                                     |                                                                       |                    |           |
| 2012          | Prêmio Contigo! de TV               | Melhor Série ou Minissérie                                            | A Grande Família   | Indicado  |
| 2012          | Prêmio Contigo! de TV               | Melhor Atriz em Série ou Minissérie                                   | Marieta Severo     | Indicado  |
| 2012          | Prêmio Contigo! de TV               | Melhor Ator em Série ou Minissérie                                    | Pedro Cardoso      | Indicado  |
| 2012          | Prêmio Extra de Televisão           | Melhor Humorístico                                                    | A Grande Família   | Indicado  |
| 13ª Temporada |                                     |                                                                       |                    |           |
| 2013          | Prêmio Extra de Televisão           | Melhor Humorístico                                                    | A Grande Família   | Indicado  |
| 2013          | Melhores do Ano                     | Melhor Comédia                                                        | Fábio Porchat      | Indicado  |
| 14ª Temporada |                                     |                                                                       |                    |           |
| 2014          | Prêmio APCA de Televisão            | Menção Honrosa em TV pelos 14 anos de série e pelo seu episódio final | A Grande Família   | Venceu    |
| 2014          | Prêmio F5                           | Ator do Ano (série ou minissérie)                                     | Marco Nanini       | Indicado  |
| 2014          | Prêmio F5                           | Atriz do Ano (série ou minissérie)                                    | Marieta Severo     | Indicado  |
| 2014          | Prêmio F5                           | Ator Coadjuvante do Ano (série ou minissérie)                         | Pedro Cardoso      | Indicado  |
| 2014          | Isto É - Perosalidade do Ano        | Cultura                                                               | Marieta Severo     | Venceu    |
| 2014          | Prêmio Quem de Televisão            | Melhor Atriz de Televisão                                             | Marieta Severo     | Indicado  |
| 2014          | Prêmio Quem de Televisão            | Melhor Ator de Televisão                                              | Marco Nanini       | Indicado  |
| 2014          | Prêmio Quem de Televisão            | Melhor Ator Coadjuvante de Televisão                                  | Pedro Cardoso      | Indicado  |